# Nikon
Nikon Corporation és una empresa japonesa fundada el 1917, líder en el sector fotogràfic i òptic. Produeix càmeres fotogràfiques, prismàtics, microscopis, instruments de mesura, mires telescòpiques i els "steppers" utilitzats en les passes de la fotolitografia electrònica per la fabricació de circuits integrats, de la qual és el segon fabricant més gran del món. La companyia és el vuitè fabricant d'equips de xips més gran segons va ser publicat el 2017.
Els principals rivals de l'empresa en el mercat de la fabricació de càmeres i lents inclouen Canon, Sony, Fujifilm, Panasonic, Pentax i Olympus.
Nikon és una de les companyies del grup Mitsubishi. Nikon té una divisió encarregada de la producció d'objectius, la Nikkor, contracció en japonès del nom Nippon Kogaku K.K afegint-hi la R final.

## Història
Nikon Corporation va ser fundada el 25 de juliol de 1917 quan els tres principals fabricants d'òptiques es van fusionar per formar una companyia òptica completament integrada coneguda com a Nippon Kōgaku Tōkyō K.K.
Al llarg dels següents seixanta anys, aquesta companyia en constant creixement es va convertir en fabricant de lents òptiques (incloent aquelles per les primeres càmeres Canon) i equipament utilitzat en càmeres, binocles, microscopis i equipament d'inspecció. Durant la Segona Guerra Mundial la companyia operava trenta fàbriques amb 2.000 empleats, fabricant binocles, lents i periscopis per a l'exèrcit japonès.

### Acoliida fora del Japó
Després de la guerra, la Nippon Kōgaku va començar a produir la seva gamma de productes civils en una sola fàbrica. El 1948, es va estrenar la primera càmera de marca Nikon, la Nikon I. Les lents Nikon van ser popularitzades pel fotoperiodista americà David Douglas Duncan. Duncan estava treballant a Tòquio quan va esclatar la guerra de Corea; fou durant aquesta època que va conèixer un jove fotògraf japonès, Jun Miki, qui el va introduir a les lents de Nikon. Des de juliol del 1950 fins al gener del 1951, Duncan va estar cobrint la guerra de Corea. Barrejant les òptiques de Nikon (especialment la NIKKOR-P.C 1:2 f=8,5 cm) amb les seves càmeres Leica va obtenir negatius de gran contrast amb una resolució molt clara al centre del camp.

### Noms i marques
Creada al 1917 com a Nippon Kōgaku Kōgyō Kabushikigaisha (日本光学工業株式会社 "Corporativa d'Indústries Òptiques Japoneses"), la companyia es va canviar el nom a Corporativa Nikon, com les seves càmeres, l'any 1988. El nom Nikon, que data de 1946, sembla una barreja de Nippon Kōgaku amb la marca Ikon de Zeiss. Això li causarà problemes a Alemanya donat que Zeiss es va queixar de que Nikon s'havia apropiat de la seva marca registrada.
La marca Nikkor va ser introduïda l'any 1932, una actualització occidentalitzada d'una versió més antiga (Nikkō (日光)', una abreviació del nom complet original de la companyia (Nikkō vol dir "llum del sol" i és el nom d'un poble japonès). Nikkor és el nom de les lents de la marca Nikon.

### Auge de la gamma Nikon F
La Nikon SP i altres càmeres telemètriques de la dècada del 1950-60 competien directament amb models de Leica i Zeiss. Així i tot, la companyia va deixar de desenvolupar la seva gamma telemètrica per concentrar-se únicament en la sèrie Nikon F reflex de lent única, la qual va tenir una introducció exitosa el 1959. Durant quasi 30 anys, la sèrie F de les SLRs de Nikon van ser les càmeres de format petit més utilitzades entre fotògrafs professionals, així com pel programa espacial dels Estats Units.
Nikon va popularitzar moltes funcions en la fotografia SLR professional, tals com el sistema modular de càmera amb lents intercanviables, visors, unitats de motor i còpies de dades; mesurament de llum integrada i indexació de la lent; control d'obturació electrònic; mesurament "matriu" multi-zona avaluatiu; i avanç de pel·lícula motoritzada integrada. Tot i així, a mesura que les SLRs d'enfocament automàtic començaven a estar disponibles per altres marques com Minolta a mitjans dels anys 1980, la gamma de càmeres d'enfocament manual de Nikon començava a semblar antiquada.
Malgrat haver introduït un dels primers models d'enfocament automàtic, la lenta i voluminosa F3AF, la determinació de la companyia de mantenir la compatibilitat de lents amb la seva muntura F va impedir el ràpid progrés en la tecnologia d'enfocament automàtic. Canon va introduir un nou tipus d'interfície de càmera i lent completament electrònica amb les seves càmeres Canon EOS i muntura de lents Canon EF l'any 1987. El rendiment de les lents molt més ràpid, degut a l'enfocament electrònic i el control d'obertura de Canon, va fer que molts fotògrafs professionals (especialment aquells que treballaven en esports i notícies) canviessin al sistema Canon durant la dècada dels anys noranta.

### Fotografia digital
Nikon va crear algunes de les primeres SLRs (DSLRs, Nikon NASA F4) per a la NASA, usades en el transbordador espacial des del 1991. Després d'una col·laboració amb Kodak l'any 1990 per fabricar càmeres SLR digitals basades en els cossos existents de Nikon, Nikon va estrenar les Nikon D1 SLR sota el seu propi nom l'any 1999. Tot i que utilitzava un sensor de llum APS-C de només 2/3 la mida d'un marc de pel·lícula de 35 mm (més tard anomenat "sensor DX"), la D1 es trobava entre les primeres càmeres digitals a tenir prou qualitat d'imatge i un preu prou baix perquè alguns fotògrafs professionals (particularment fotoperiodistes i fotògrafs d'esports) la utilitzessin com a substituta del film SLR. La companyia també té una gamma Coolpix, la qual va créixer a mesura que el consum de fotografia digital anava augmentant als inicis dels anys 2000.
Al llarg de la meitat dels anys 2000, la gamma de professionals i entusiastes de DSLRs i lents (incloent la sèrie de lents AF-S) de Nikon es va mantenir en segon lloc en vendes de càmeres SLR, per darrere de Canon, que va tenir diversos anys d'avantatge a l'hora de produir DSLRs professionals amb sensors de llum tan grans com marcs de pel·lícula de 35mm. Totes les DLSRs des de 1999 a 2007 van usar el sensor més petit de DX.
L'any 2005 la direcció de Nikon va fer alguns canvis que van comportar nous dissenys de càmera com la full-frame Nikon D3 cap al final de l'any 2007, la Nikon D700 uns mesos més tard, i la mitja gamma de SLRs. Nikon va recuperar bona part de la seva reputació entre fotògrafs professionals i entusiastes amateurs com una companyia innovadora i capdavantera en el seu sector, especialment degut a la velocitat, l'ergonomia, i la seva capacitat de fer fotos amb poca llum que es poden apreciar en els models més recents. La Nikon D90, introduïda l'any 2008, fou també la primera càmera SLR a gravar vídeo. Des d'aleshores, el mode vídeo s'ha incorporat a moltes altres de les càmeres DSLR de Nikon, incloent la Nikon D3S, Nikon D7000, Nikon D5100, Nikon D3100, Nikon D3200 i Nikon D5100. Més recentment, Nikon ha estrenat un paquet d'edició de foto i vídeo anomenat ViewNX per explorar, editar, barrejar i compartir imatges i vídeos.

### Producció de càmeres de pel·lícula
Un cop Nikon havia introduït una DLSR que estigués a l'abast del consumidor, com va ser la Nikon D70 a meitats de la dècada dels 2000, les vendes de les seves càmeres professionals i amateurs van caure en picat, seguint la tendència general de l'empresa. El gener del 2006, Nikon va anunciar que deixaria de fabricar la majoria dels seus models de càmeres cinematogràfiques i totes les seves lents de gran format, i se centraria en els models digitals. Nogensmenys, Nikon és l'únic fabricant important de càmeres que encara fa pel·lícula SLR. El model restant és la professional Nikon F6, ja que el seu últim model amateur, l'FM10, es va ser deixar de produir.

### Producció de càmeres de cinema
Tot i que se'n van introduir pocs models, Nikon també va fer càmeres cinematogràfiques. Les R10 i R8 SUPER ZOOM models Super 8 (introduïts l'any 1973) ocupaven la part superior de la gamma i l'últim intent en el camp de la pel·lícula amateur. Les càmeres disposaven d'un mecanisme de porta i pinça per millorar la consistència de la imatge i superar un important inconvenient del disseny del cartutx Super 8. El model R10 té una lent de zoom macro de 10 x alta velocitat.
Contràriament a altres marques, Nikon mai no va oferir projectors ni els seus accessoris.

### Activitat a Tailàndia
Nikon ha desplaçat gran part de les seves instal·lacions de fabricació a Tailàndia, amb una certa producció (especialment de càmeres Coolpix i algunes lents de gamma baixa) a Indonèsia. La companyia va construir una fàbrica a Ayutthaya al nord de Bangkok, a Tailàndia el 1991. L'any 2000 tenia 2.000 empleats. Un creixement constant dels pròxims anys i un augment de superfície des dels 19.400 metres quadrats fins als 46.200 metres quadrats van permetre a la fàbrica produir una gamma més àmplia de productes Nikon. El 2004 tenia més de 8.000 treballadors.
La gamma de productes produïts a Nikon Tailàndia inclou motlles de plàstic, peces òptiques, pintura, impressió, processament de metall, planxes, procés de lent esfèrica, procés de lent asfèric, procés de prisma, procés de muntatge elèctric i electrònic, motor d'ona silenciosa i autofocus.
A partir de 2009, totes les càmeres DSLR de format Nikon DX de Nikon i la càmera FX consumidor proactiu FX, són produïdes a Tailàndia, mentre que les càmeres professionals i semi-professionals de Nikon FX (fotograma complet) (D700, D3, D3S, D3X, D4, D800) són construïdes al Japó, a la ciutat de Sendai. La instal·lació tailandesa també fabrica la majoria de les lents digitals "DX" de Nikon, així com nombroses altres lents a la línia Nikkor.

### Activitats culturals
Al Japó, Nikon dirigeix els espais expositius Nikon Salon, dirigeix el Club Nikkor per a fotògrafs amateurs (a qui distribueix la sèrie de llibres de Nikon Salon), i organitza el Premi Ina Nobuo, Premi Miki Jun i l'entrega de premis Miki Jun Inspiration Awards.

### Patrocinis
A partir del 19 de novembre de 2013, Nikon és la "Càmera oficial" de Walt Disney World Resort i Disneyland Resort.
Nikon és el patrocinador oficial de l'equip de futbol de Galatasaray SK.
El 2014 Nikon va patrocinar la Copa Sadia do Brasil 2014 i l'AFC Champions League.

### Nikon-Essilor Co. Ltd.
El 1999, Nikon i Essilor van signar un memoràndum d'entesa per formar una aliança estratègica global en lents correctives mitjançant la formació d'una empresa conjunta al 50% al Japó anomenada Nikon-Essilor Co. Ltd.
L'objectiu principal de l'empresa conjunta era reforçar encara més el negoci de lents correctives de les dues companyies. Això s'aconseguirà a través de les fortaleses integrades de la forta marca de Nikon recolzada per la tecnologia òptica avançada i la forta xarxa de vendes al mercat japonès, juntament amb l'alta productivitat i la xarxa mundial de màrqueting i vendes d'Essilor, líder mundial en aquesta indústria.
Nikon-Essilor Co. Ltd. va començar el seu negoci el gener de 2000, responsable de recerca, desenvolupament, producció i vendes principalment per a l'òptica oftàlmica.

## Desenvolupament recent
La companyia va desenvolupar els primers equips de litografia del Japó que són essencials per a la fabricació de semiconductors. Els dispositius de Nikon van gaudir d'una gran demanda dels proveïdors de màquines mundials, incloent-hi Intel, i Nikon es va convertir en el primer productor mundial de sistemes de litografia de semiconductors fins als anys noranta. En els últims anys, ASML, una empresa holandesa, ha agafat més del 80 per cent del mercat global el 2015 mitjançant l'adopció d'un mètode obert d'innovació en el desenvolupament de productes. Nikon va veure una forta caiguda en la seva quota de mercat des del 40 per cent que tenia a principis dels anys 2000. La companyia ha estat perdent uns 17 mil milions de iens a l'any en la seva unitat d'instruments de precisió. A més, els ingressos del negoci de la seva càmera han disminuït un 30% en tres anys abans de l'exercici fiscal de 2015. El 2013, preveu la primera caiguda de les vendes de càmeres de lents intercanviables des de la primera càmera SLR digital de Nikon el 1999. El benefici net de la companyia ha baixat d'un màxim de 75.400 milions de iens (any fiscal 2007) a 18.200 milions de iens (any fiscal 2015). Nikon té previst reassignar més de 1.500 empleats reduir uns 1.000 llocs de treball l'any 2017, ja que l'empresa vol centrar-se a créixer en els negocis mèdics i industrials.

## Càmeres
El gener de 2006, Nikon va anunciar la suspensió de tots els models, excepte dos models de les seves càmeres de cinema, enfocant els seus esforços cap al mercat de les càmeres digitals. Continua venent el model totalment manual FM10 i encara ofereix el F6 de gamma alta, completament automàtic. Nikon també s'ha compromès a donar servei a totes les càmeres de pel·lícula (cel·luloide) durant un període de deu anys un cop la producció cessi.

### Càmeres fotogràfiquesSLRde35mmamb focus manual

#### Alta gamma (Professional - Destinada a ús professional, resistent)
- Nikon F sèrie (1959, coneguda a Alemanya per motius legals com a Nikkor F)
- Nikon F2 sèrie (1971)
- Nikon F3 sèrie (1980)

Gamma mitjana
- Nikkorex sèrie (1960)
- Nikkormat F sèrie (1965, coneguda al Japó com la sèrie Nikomat F)
- Nikon FM (1977)
- Nikon FM2 sèrie (1982)
- Nikon FM10 (1995)
- Nikon FM3A (2001)

Gamma mitjana amb afegits electrònics
- Nikkormat EL sèrie (1972, coneguda al Japó com la sèrie Nikomat EL)
- Nikon EL2 (1977)
- Nikon FE (1978)
- Nikon FE2 (1983)
- Nikon FA (1983)
- Nikon F-601M (1990, coneguda com l'N6000 a Àfrica del Nord)
- Nikon FE10 (1996)

Gamma bàsica (consumidor)
- Nikon EM (1979)
- Nikon FG (1982)
- Nikon FG-20 (1984)
- Nikon F-301 (1985, coneguda com la N2000 a Nord Amèrica)

### CàmeresAPSSLRde carret
- Nikon Pronea 600i / Pronea 6i (1996)[37]
- Nikon Pronea S (1997)[38]

### CàmeresSLRde carret de 35 mm amb enfocament automàtic

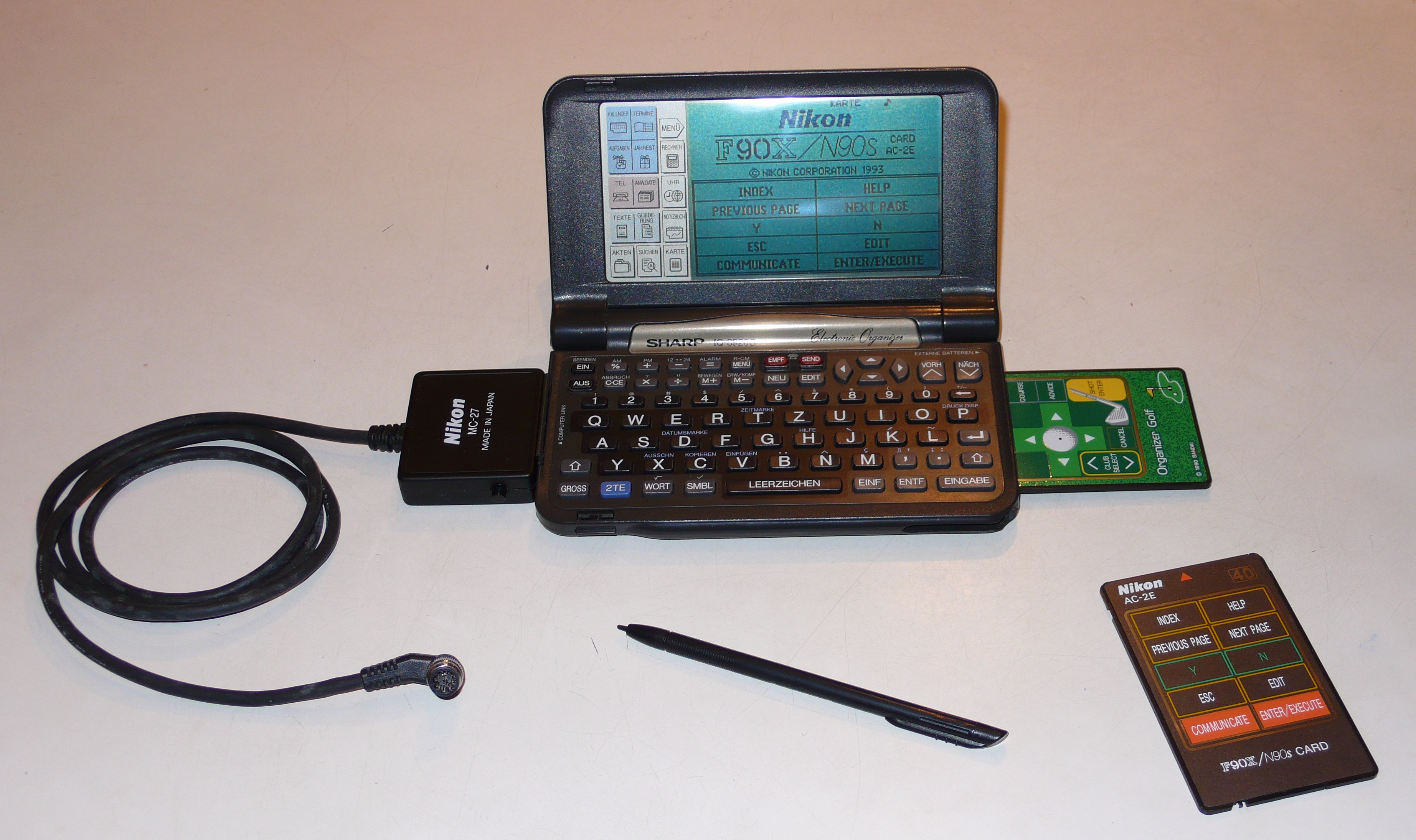
Nikon AC-2E Data Link System (1993)

Alta gamma (Professional - Destinada a ús professional, resistent a la intempèrie)
- Nikon F3 AF (1983, cos F3 modificat amb Autofocus Finder DX-1)
- Nikon F4 (1988, la primera càmera SLR auto-focus professional del món i la primera càmera SLR professional del món amb un motor incorporat)
- Nikonos RS (1992, professional com a càmera submarina; primera càmera SLR autofocus submarina del món)[39]
- Nikon F5 (1996)
- Nikon F6 (2004)

Alta gamma (Prosumer - Destinada als consumidors que vulguin les principals característiques mecàniques / electròniques de la línia professional, però que no necessiten la mateixa resistència a la intempèrie)
- Nikon F-501 (1986, coneguda a Amèrica del Nord com a N2020)
- Nikon F-801 (1988, coneguda als Estats Units com a N8008)
- Nikon F-801S (1991, coneguda als Estats Units com a N8008S)
- Nikon F90 (1992, coneguda als Estats Units com a N90)
- Nikon F90X (1994, coneguda als Estats Units com a N90S)
- Nikon F80 (2000, coneguda als Estats Units com a N80)
- Nikon F100 (1999)

Gamma mitjana (consumidor)
- Nikon F-601 (1990, coneguda als Estats Units com a N6006)
- Nikon F70 (1994, coneguda als Estats Units com a N70)
- Nikon F75 (2003, coneguda als Estats Units com a N75)

Gamma bàsica (consumidor)
- Nikon F-401 (1987, coneguda als Estats Units com a N4004)
- Nikon F-401S (1989, coneguda als Estats Units com a N4004S)
- Nikon F-401X (1991, coneguda als Estats Units com a N5005)
- Nikon F50 (1994, coneguda als Estats Units com a N50)
- Nikon F60 (1999, coneguda als Estats Units com a N60)
- Nikon F65 (2000, coneguda als Estats Units com a N65)
- Nikon F55 (2002, coneguda als Estats Units com a N55)

### Càmeres de telèmetre professionals
- Nikon I (1948)[40]
- Nikon M (1949)[41]
- Nikon S (1951)[42]
- Nikon S2 (1954)[43]
- Nikon SP (1957)[44]
- Nikon S3 (1958)[45]
- Nikon S4 (1959) (bàsica)[46]
- Nikon S3M (1960)[47]
- Nikon S3 2000 (2000)[48]
- Nikon SP Edició Limitada (2005)[49]

### Càmares compactes
Entre 1983 i principis de 2000, Nikon va fer una àmplia gamma de càmeres compactes. Nikon va començar per nomenar les càmeres amb un nom de sèrie (com la sèrie L35/L135, la sèrie RF/RD, la sèrie W35, l'EF o la sèrie AW). En els cicles de producció posteriors, les càmeres eren de doble marca amb un nom de sèrie a un costat i el nom comercial a l'altre costat. Els noms comercials van ser, per exemple, càmeres Zoom-Touchfor amb un ampli rang de zoom, models ultra compactes Lite-Touch, Fun-Touch per a càmeres fàcils d'usar i resistència a l'aigua Splash Sport-Touchfor. Després de finals de la dècada de 1990, Nikon va abandonar els noms de la sèrie i va continuar només amb el nom comercial. Les càmeres APS de Nikon van ser totes nomenades Nuvis.
Les càmeres van entrar en tots els rangs de preus des de les càmeres de lents fixes fins al model superior Nikon 35Ti i 28Ti amb cos de titani i 3D-Matrix-Metering.

### Càmeres de pel·lícula
Double 8 (8mm)
- NIKKOREX 8 (1960)
- NIKKOREX 8F (1963)

Super 8
- Nikon Super Zoom 8 (1966)
- Nikon 8X Super Zoom (1967)
- Nikon R8 Super Zoom (1973)
- Nikon R10 Super Zoom (1973)

### Càmeres submergibles professionals
- NikonosI Calypso (1963, originalment coneguda a França com la Calypso/Nikkor)
- Nikonos II (1968)
- Nikonos III (1975)
- Nikonos IV-A (1980)
- Nikonos V (1984)
- Nikonos RS (1992,[51] primera càmera SLR d'enfocament automàtic subaquàtica del món)[39]

## Càmeres digitals

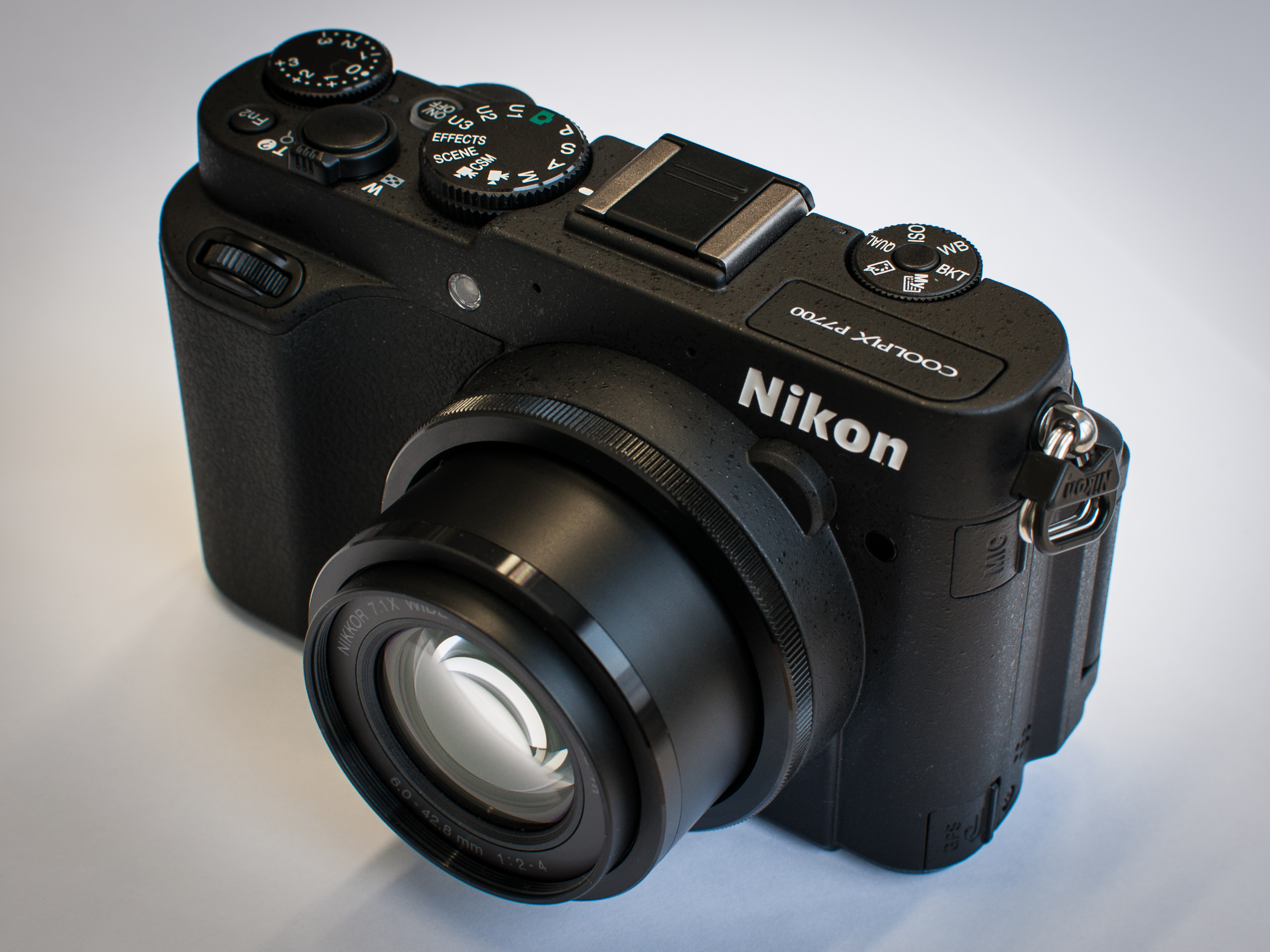
Nikon COOLPIX P7700

El format raw de Nikon és NEF, per Nikon Electronic File. El prefix "DSCN" dels fitxers d'imatge significa "Digital Still Camera - Nikon".

### Càmeres digitals compactes
La sèrie Nikon Coolpix són càmeres compactes digitals produïdes en moltes variants: Superzoom, pont, recorregut-zoom, miniatura compacte i resistent a l'aigua / càmeres rugoses. Les càmeres compactes superiors són diverses sèries de "Rendiment" indicades per una "P ...".

#### Càmeres compactes de sensor més gran
Sèrie Coolpix des de 2008:
- Nikon Coolpix P6000, 07-08-2008 (CCD, 14 megapixels, 4x zoom)
- Nikon Coolpix P7000, 08-09-2010 (CCD, 10.1 megapixels, 7x zoom)
- Nikon Coolpix P7100, 24-08-2011 (aproximadament les mateixes especificacions que les del seu predecessor)
- Nikon Coolpix P7700
- Nikon Coolpix A, 05-03-2013 (sensor 16MP DX-CMOS)

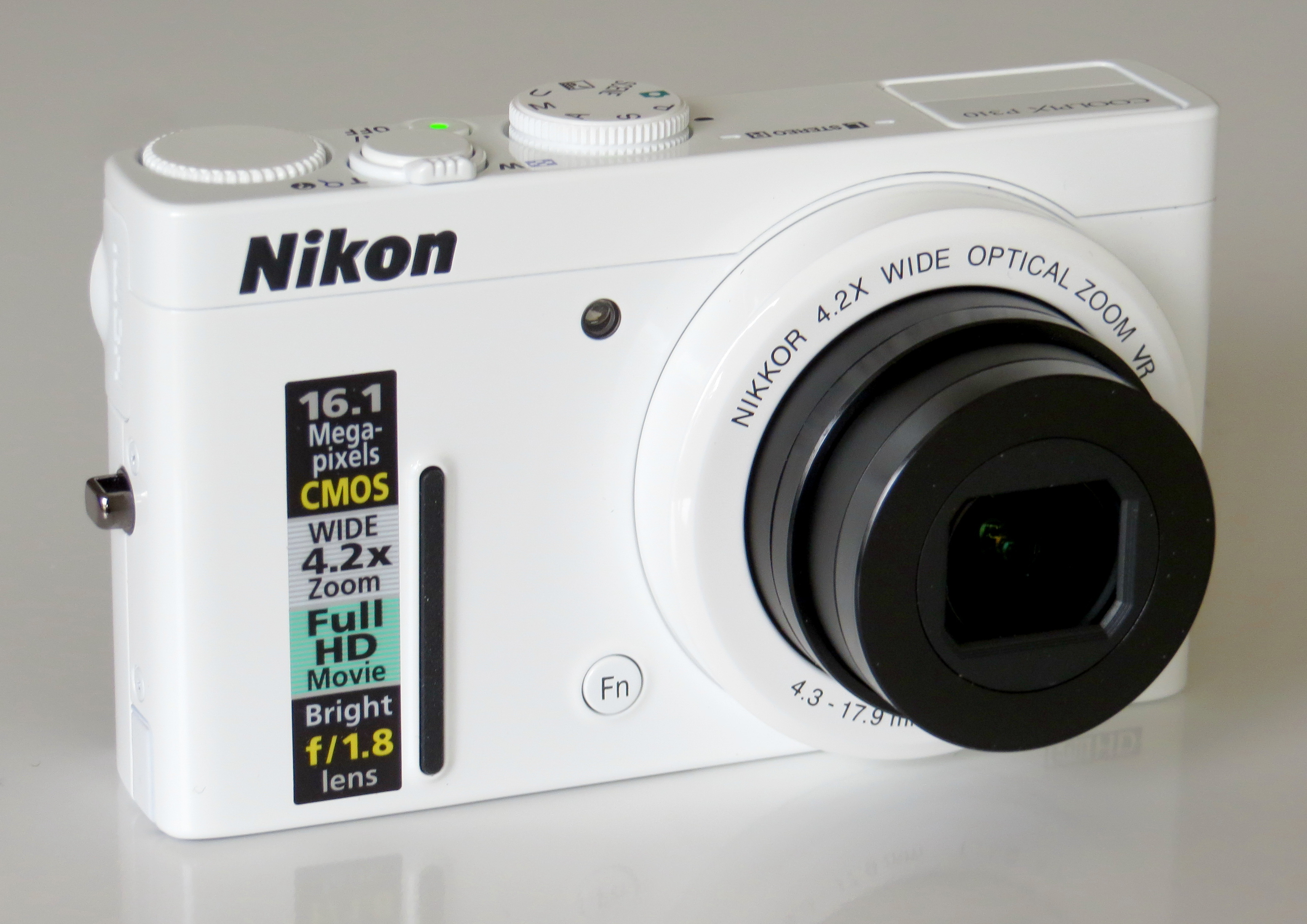
Càmera compacta Nikon Coolpix P310 digital

- Nikon Coolpix A900
- Nikon Coolpix P7800

##### Càmeres compactes de lents ràpids de pes lleuger
- Nikon Coolpix P300
- Nikon Coolpix P310
- Nikon Coolpix P330
- Nikon Coolpix P340

#### Bridge cameras
- Nikon Coolpix L810, Feb, 2012-16 MP, 26x zoom òptic, sense wi-fi, LCD fix, ISO 80-1600
- Nikon Coolpix L820, Gen, 2013-16 MP, 30x zoom òptic, sense wi-fi, LCD fix, ISO 125-3200
- Nikon Coolpix L830, Gen, 2014-16 MP, 34x zoom òptic amb 68x Zoom Dinàmic, sense wi-fi, LCD inclinat, ISO 125-1600 (3200 en automàtic)
- Nikon Coolpix L840 Feb, 2015-16 MP, 38x zoom òptic amb 76x Zoom Dinàmic, Wi-Fi® incorporat i NFC (Comunicació prop de camp), 3 polzades d'alta resolució, LCD inclinat, ISO 125-1600, ISO 3200, 6400 (disponible en utilitzar mode automàtic)
- Nikon Coolpix P500, Feb, 2011-12.1 MP, 36x zoom òptic, LCD inclinat, ISO 160-3200
- Nikon Coolpix P510, Feb, 2012-16.1 MP, 41.7x zoom òptic (24–1000mm), sense wi-fi, LCD de diversos angles, ISO 100-3200
- Nikon Coolpix P520, Gen, 2013-18.1 MP, 42x zoom òptic, wi-fi opcional, LCD de diversos angles, ISO 80-3200
- Nikon Coolpix P530, Feb, 2014-16.1 MP, 42x zoom òptic i 84x Zoom Dinàmic, wi-fi opcional, LCD fix, ISO 100-1600 (ISO 3200, 6400 in PASM mode)
- Nikon Coolpix P600, Feb, 2014-16.1 MP, 60x zoom òptic i 120x Zoom Dinàmic, wi-fi incorporat, LCD de diversos angles, ISO 100-1600 (ISO 3200, 6400 en mode PASM)

- Nikon Coolpix P610

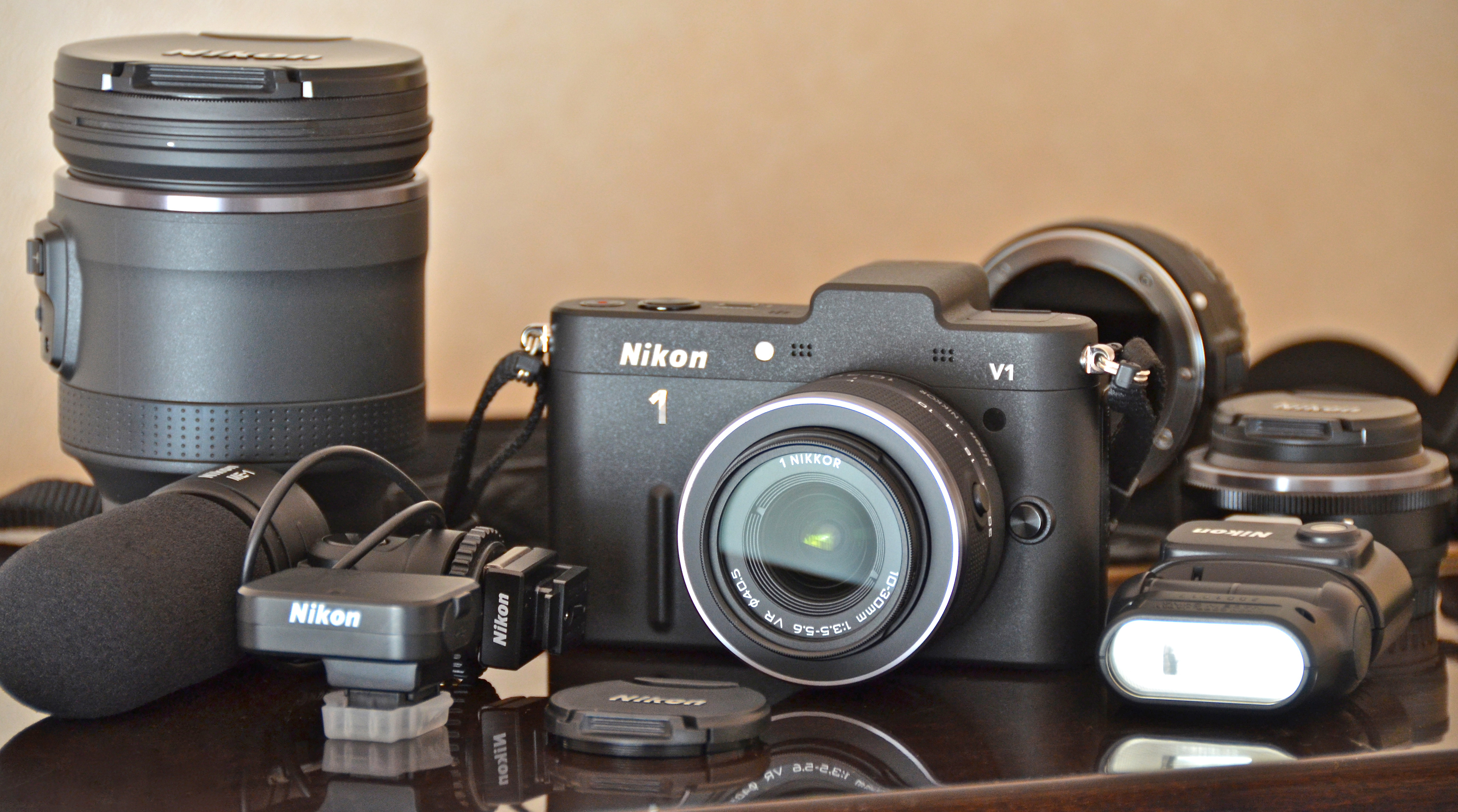
Nikon 1 V1 amb lents i flash SB-N5, GPS GP-N100 i microfòn ME-1

- Nikon Coolpix B500, Feb, 2016-16 MP, 40x zoom òptic, LCD inclinat, ISO 160-6400
- Nikon Coolpix P900
- Nikon Coolpix P1000

### Càmeres de lents intercanviables sense miralls
Sèrie Nikon 1- sensor CX, lents Nikon 1 mount
- Nikon 1 J1, 21 setembre 2011, : 10 MP
- Nikon 1V1, 21 setembre 2011, : 10 MP[52]
- Nikon 1J2, 10 agost 2012, : 10 MP
- Nikon 1V2,[53]Octubre 24, 2012, : 14 MP
- Nikon 1J3, 8 gener 2013, : 14 MP
- Nikon 1S1, 8 gener 2013, : 10 MP
- Nikon 1 AW1, : 14 MP
- Nikon 1V3, : 18 MP, LCD
- Nikon 1J4, : 18 MP
- Nikon 1J5, : 20 MP

Sèrie Nikon Z - sensor FX, lents de muntura Nikon Z
- Nikon Z 7
- Nikon Z 6

Plantilla:Nikon MILC cameras

### Càmeres reflex digitals de lents únics

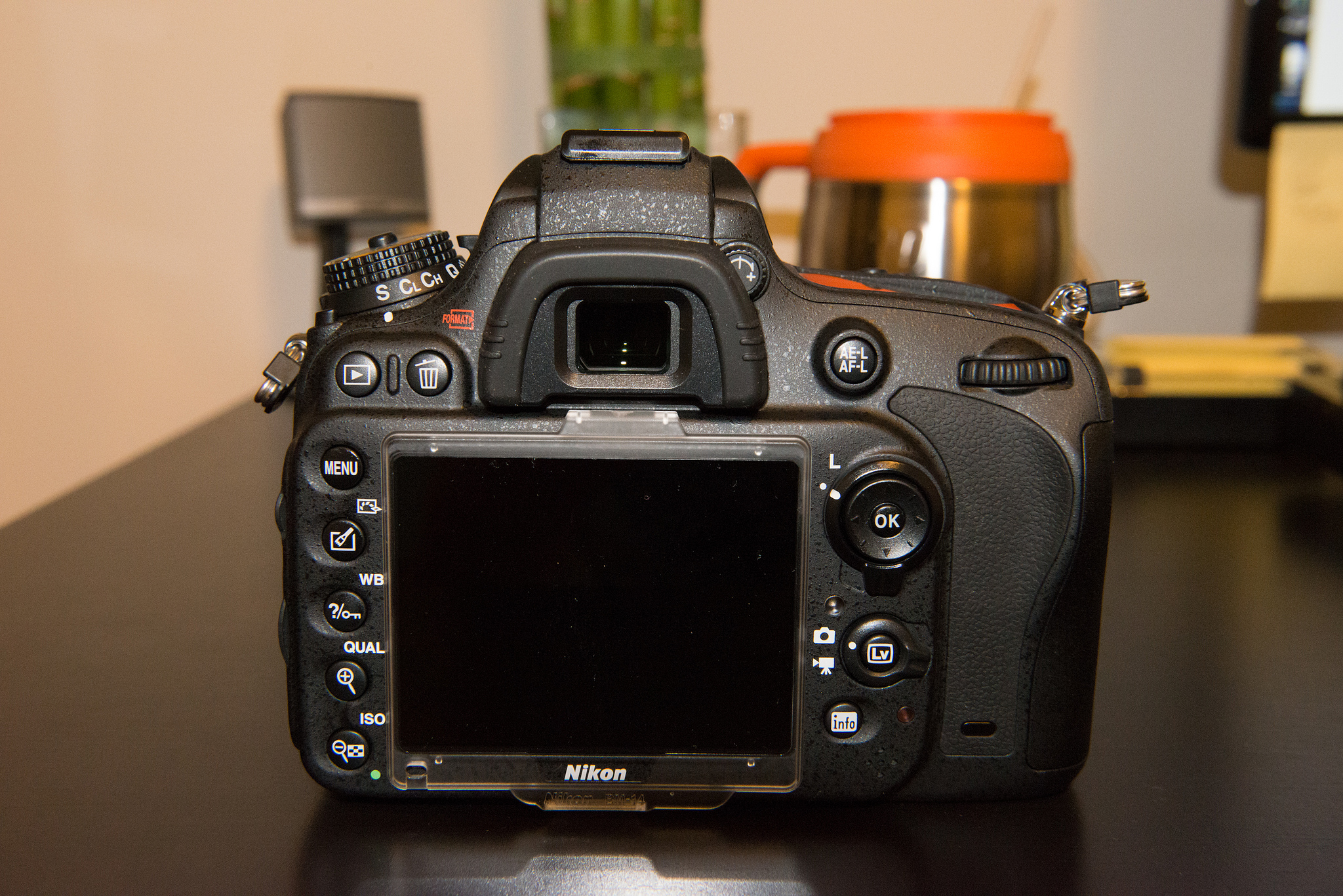
Nikon D600 body, back view

Alta gamma (Professional - Destinada a ús professional, resistent a la intempèrie)
- Nikon D1, sensor DX, 5 juny 1999 - Descatalogada
- Nikon D1X, sensor DX, 5 febrer 2001 - Descatalogada
- Nikon D1H, sensor DX, alta velocitat, 5 febrer 2001 - Descatalogada
- Nikon D2H, sensor DX, alta velocitat, 22 juliol 2003 - Descatalogada
- Nikon D2X, sensor DX, 16 setembre 2004 - Descatalogada
- Nikon D2HS, sensor DX, alta velocitat, 16 febrer 2005 - Descatalogada
- Nikon D2XS, sensor DX, 1 juny 2006 - Descatalogada
- Nikon D3, FX/Sensor "Full Frame", 23 agost 2007 - Descatalogada
- Nikon D3X, FX/Sensor "Full Frame", 1 desembre 2008 - Descatalogada
- Nikon D3S, FX/Sensor "Full Frame", 14 octubre 2009 - Descatalogada
- Nikon D4, FX/Sensor "Full Frame", 6 gener 2012 - Descatalogada[54]
- Nikon D4S, FX/Sensor "Full Frame", 25 febrer 2014 - Descatalogada
- Nikon D5, FX/Sensor "Full Frame", 5 gener 2016

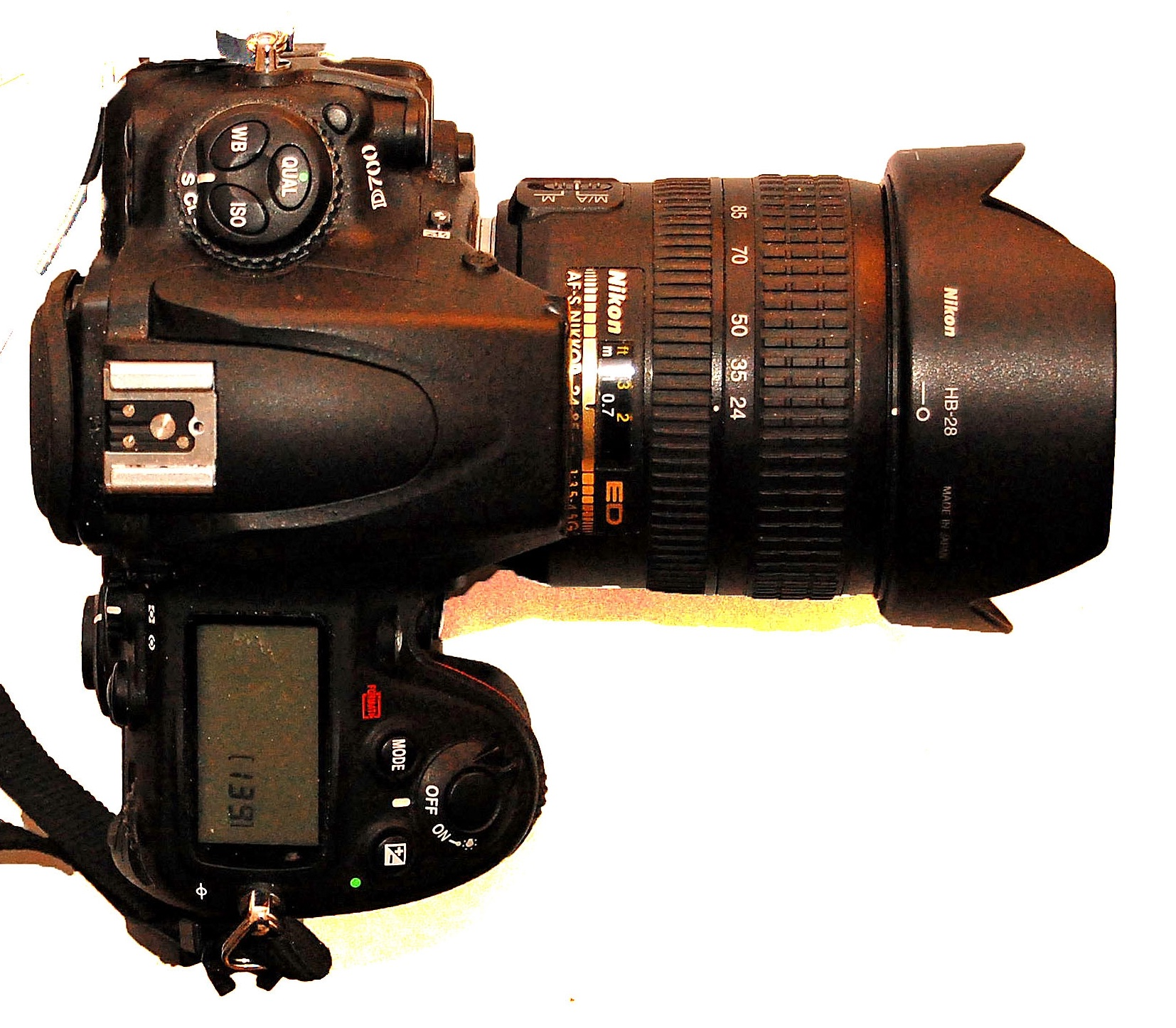
D700 amb AF-S 24-85mm f/3.5-4.5 G

Alta gamma (Prosumer - Destinada als consumidors que vulguin les principals característiques mecàniques / electròniques de la línia professional, però que no necessiten la mateixa resistència a l'hora del treball)
- Nikon D100, sensor DX, 21 febrer 2002 - Descatalogada
- Nikon D200, sensor DX, 1 novembre 2005 - Descatalogada
- Nikon D300, sensor DX, 23 agost 2007 - Descatalogada[55]
- Nikon D300S, sensor DX, 30 juliol 2009 - Descatalogada
- Nikon D700, FX/Sensor "Full Frame", 1 juliol 2008 – Descatalogada
- Nikon D800, FX/Sensor "Full Frame", 7 febrer 2012 - Descatalogada
- Nikon D800E, FX/Sensor "Full Frame", Abril 2012 - Descatalogada
- Nikon D600, FX/Sensor "Full Frame", 13 setembre 2012 - Descatalogada
- Nikon D610, FX/Sensor "Full Frame", Octubre 2013
- Nikon Df, FX/Sensor "Full Frame", Novembre 2013
- Nikon D810, FX/Sensor "Full Frame", Juny 2014
- Nikon D750, FX/Sensor "Full Frame", 11 setembre 2014[56]
- Nikon D810A, FX/Sensor "Full Frame", Febrer 2015
- Nikon D500, DX sensor, 5 gener 2016
- Nikon D850, FX/Sensor "Full Frame", anunciada el 25 de Juliol, 2017[57]

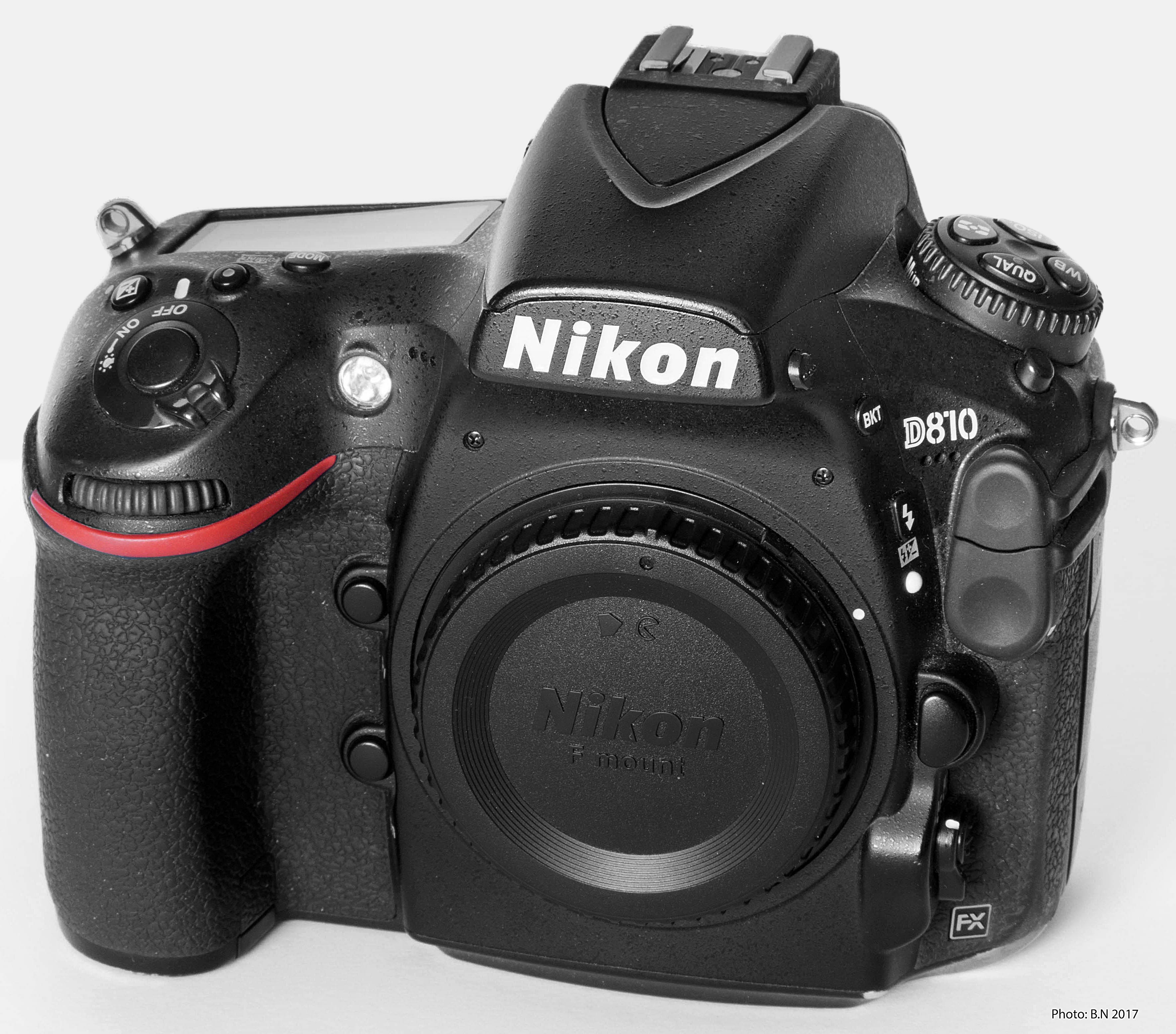
Nikon D810

Gamma mitjana i ús professional de càmeres amb el sensor DX

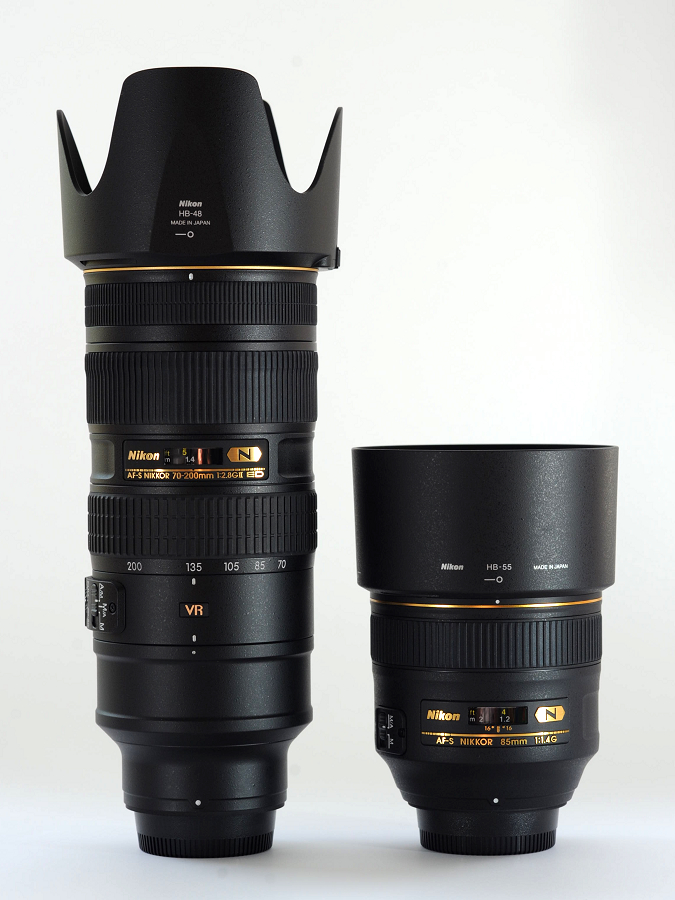
Nikon AF-S Nikkor 70-200mm F2.8G ED VR II lens and AF-S Nikkor 85mm F1.4G lens with lens hoods

- Nikon D70, 28 gener 2004 - Descatalogada
- Nikon D70S, 20 abril 2005 - Descatalogada
- Nikon D80, 9 agost 2006 - Descatalogada
- Nikon D90, 27 agost 2008[58]- Descatalogada
- Nikon D7000, 15 setembre 2010 - Descatalogada[59]
- Nikon D7100, 21 febrer 2013[60]- Descatalogada (In U.S.A. only)[61][62]
- Nikon D7200, 2 març 2015[63]
- Nikon D7500, 12 abril 2017[64]

Gamma baixa alta (consumidor) - sensor DX
Juntament amb la D750 i la D500, aquestes són les úniques Nikon DSLR articulades.
- Nikon D5000, 14 abril 2009 - Descatalogada
- Nikon D5100, 5 abril 2011 - Descatalogada
- Nikon D5200, 6 novembre 2012 Descatalogada[65]
- Nikon D5300, Octubre 17, 2013
- Nikon D5500, Gener 5, 2015
- Nikon D5600, Novembre 10, 2016

Gamma baixa (consumidor) - sensor DX
- Nikon D50, 20 abril 2005 - Descatalogada
- Nikon D40, 16 novembre 2006 - Descatalogada
- Nikon D40X, 6 març 2007 - Descatalogada
- Nikon D60, 29 gener 2008 - Descatalogada
- Nikon D3000, 30 juliol 2009 – Descatalogada
- Nikon D3100, 19 agost 2010 - Descatalogada[66]
- Nikon D3200, 19 abril 2012 - Descatalogada[65]
- Nikon D3300, 7 gener 2014 - Descatalogada (In U.S.A. only)[67][62]
- Nikon D3400, 17 agost 2016[68]
- Nikon D3500, 3 agost 2018[69]

| \| \| 1999 \| 1999 \| 1999 \| 2000 \| 2000 \| 2000 \| 2000 \| 2001 \| 2001 \| 2001 \| 2001 \| 2002 \| 2002 \| 2002 \| 2002 \| 2003 \| 2003 \| 2003 \| 2003 \| 2004 \| 2004 \| 2004 \| 2004 \| 2005 \| 2005 \| 2005 \| 2005 \| 2006 \| 2006 \| 2006 \| 2006 \| 2007 \| 2007 \| 2007 \| 2007 \| 2008 \| 2008 \| 2008 \| 2008 \| 2009 \| 2009 \| 2009 \| 2009 \| 2010 \| 2010 \| 2010 \| 2010 \| 2011 \| 2011 \| 2011 \| 2011 \| 2012 \| 2012 \| 2012 \| 2012 \| 2013 \| 2013 \| 2013 \| 2013 \| 2014 \| 2014 \| 2014 \| 2014 \| 2015 \| 2015 \| 2015 \| 2015 \| 2016 \| 2016 \| 2016 \| 2016 \| 2017 \| 2017 \| 2017 \| 2017 \| 2018 \| 2018 \| 2018 \| 2018 \| \| 2 \| 3 \| 4 \| 1 \| 2 \| 3 \| 4 \| 1 \| 2 \| 3 \| 4 \| 1 \| 2 \| 3 \| 4 \| 1 \| 2 \| 3 \| 4 \| 1 \| 2 \| 3 \| 4 \| 1 \| 2 \| 3 \| 4 \| 1 \| 2 \| 3 \| 4 \| 1 \| 2 \| 3 \| 4 \| 1 \| 2 \| 3 \| 4 \| 1 \| 2 \| 3 \| 4 \| 1 \| 2 \| 3 \| 4 \| 1 \| 2 \| 3 \| 4 \| 1 \| 2 \| 3 \| 4 \| 1 \| 2 \| 3 \| 4 \| 1 \| 2 \| 3 \| 4 \| 1 \| 2 \| 3 \| 4 \| 1 \| 2 \| 3 \| 4 \| 1 \| 2 \| 3 \| 4 \| 1 \| 2 \| 3 \| 4 \| \| \| Professional \| D1 \| D1 \| D1 \| D1 \| D1 \| D1 \| D1 \| D1X \| D1X \| D1X \| D1X \| D1X \| D1X \| D1X \| D1X \| D1X \| D1X \| D1X \| D1X \| D1X \| D1X \| D2X \| D2X \| D2X \| D2X \| D2X \| D2X \| D2X \| D2Xs \| D2Xs \| D2Xs \| D2Xs \| D2Xs \| \| \| \| \| \| D3X \| D3X \| D3X \| D3X \| D3X \| D3X \| D3X \| D3X \| D3X \| D3X \| D3X \| D3X \| D3X \| D3X \| D3X \| \| \| \| \| \| \| \| \| \| \| \| \| \| \| \| \| \| \| \| \| \| \| \| \| \| \| \| Professional \| \| \| \| \| \| \| \| D1H \| D1H \| D1H \| D1H \| D1H \| D1H \| D1H \| D1H \| D1H \| D1H \| D2H \| D2H \| D2H \| D2H \| D2H \| D2H \| D2Hs \| D2Hs \| D2Hs \| D2Hs \| D2Hs \| D2Hs \| D2Hs \| D2Hs \| D2Hs \| D2Hs \| D3 \| D3 \| D3 \| D3 \| D3 \| D3 \| D3 \| D3 \| D3 \| D3S \| D3S \| D3S \| D3S \| D3S \| D3S \| D3S \| D3S \| D3S \| D4 \| D4 \| D4 \| D4 \| D4 \| D4 \| D4 \| D4 \| D4s \| D4s \| D4s \| D4s \| D4s \| D4s \| D4s \| D4s \| D5 \| D5 \| D5 \| D5 \| D5 \| D5 \| D5 \| D5 \| D5 \| D5 \| D5 \| D5 \| \| Alta gama \| \| \| \| \| \| \| \| \| \| \| \| \| \| \| \| \| \| \| \| \| \| \| \| \| \| \| \| \| \| \| \| \| \| \| \| \| \| D700 \| D700 \| D700 \| D700 \| D700 \| D700 \| D700 \| D700 \| D700 \| D700 \| D700 \| D700 \| D700 \| D700 \| D800/D800E \| D800/D800E \| D800/D800E \| D800/D800E \| D800/D800E \| D800/D800E \| D800/D800E \| D800/D800E \| D800/D800E \| D800/D800E \| D810/D810A \| D810/D810A \| D810/D810A \| D810/D810A \| D810/D810A \| D810/D810A \| D810/D810A \| D810/D810A \| D810/D810A \| D810/D810A \| D810/D810A \| D810/D810A \| D850 \| D850 \| D850 \| D850 \| D850 \| D850 \| \| Sense Mirall \| \| \| \| \| \| \| \| \| \| \| \| \| \| \| \| \| \| \| \| \| \| \| \| \| \| \| \| \| \| \| \| \| \| \| \| \| \| \| \| \| \| \| \| \| \| \| \| \| \| \| \| \| \| \| \| \| \| \| \| \| \| \| \| \| \| \| \| \| \| \| \| \| \| \| \| \| \| Z \| Z \| \| Avançat \| \| \| \| \| \| \| \| \| \| \| \| \| \| \| \| \| \| \| \| \| \| \| \| \| \| \| \| \| \| \| \| \| \| \| \| \| \| \| \| \| \| \| \| \| \| \| \| \| \| \| \| \| \| \| \| \| \| \| \| \| \| \| D750 \| D750 \| D750 \| D750 \| D750 \| D750 \| D750 \| D750 \| D750 \| D750 \| D750 \| D750 \| D750 \| D750 \| D750 \| D750 \| D750 \| \| Avançat \| \| \| \| \| \| \| \| \| \| \| \| \| \| \| \| \| \| \| \| \| \| \| \| \| \| \| \| \| \| \| \| \| \| \| \| \| \| \| \| \| \| \| \| \| \| \| \| \| \| \| \| \| D600/D610 \| \| \| \| \| \| \| \| \| \| \| \| \| \| \| \| \| \| \| \| \| \| \| \| \| \| \| \| Avançat \| \| \| \| \| \| \| \| \| \| \| \| D100 \| D100 \| D100 \| D100 \| D100 \| D100 \| D100 \| D100 \| D100 \| D100 \| D100 \| D100 \| D100 \| D100 \| D100 \| [D200 \| [D200 \| [D200 \| [D200 \| [D200 \| [D200 \| [D200 \| D300 \| D300 \| D300 \| D300 \| D300 \| D300 \| D300 \| D300 \| D300S \| D300S \| D300S \| D300S \| D300S \| D300S \| D300S \| D300S \| D300S \| D300S \| D300S \| D300S \| D300S \| D300S \| D300S \| D300S \| D300S \| D300S \| D300S \| D300S \| D300S \| D300S \| D300S \| D300S \| D300S \| D300S \| D500 \| D500 \| D500 \| D500 \| D500 \| D500 \| D500 \| D500 \| D500 \| D500 \| D500 \| D500 \| \| Intermedi \| \| \| \| \| \| \| \| \| \| \| \| \| \| \| \| \| \| \| \| D70 \| D70 \| D70 \| D70 \| D70 \| D70s \| D70s \| D70s \| D70s \| D70s \| D80 \| D80 \| D80 \| D80 \| D80 \| D80 \| D80 \| D80 \| D90 \| D90 \| D90 \| D90 \| D90 \| D90 \| D90 \| D90 \| D7000 \| D7000 \| D7000 \| D7000 \| D7000 \| D7000 \| D7000 \| D7000 \| D7000 \| D7000 \| D7000 \| D7100 \| D7100 \| D7100 \| D7100 \| D7100 \| D7100 \| D7100 \| D7200 \| D7200 \| D7200 \| D7200 \| D7200 \| D7200 \| D7200 \| D7200 \| D7200 \| D7500 \| D7500 \| D7500 \| D7500 \| D7500 \| D7500 \| D7500 \| \| Intermedi \| \| \| \| \| \| \| \| \| \| \| \| \| \| \| \| \| \| \| \| \| \| \| \| \| D50 \| D50 \| D50 \| D50 \| D50 \| D50 \| \| \| D40X \| D40X \| D40X \| D60 \| D60 \| D60 \| D60 \| D60 \| D5000 \| D5000 \| D5000 \| D5000 \| D5000 \| D5000 \| D5000 \| D5000 \| D5100 \| D5100 \| D5100 \| D5100 \| D5100 \| D5100 \| D5200 \| D5200 \| D5200 \| D5200 \| D5300 \| D5300 \| D5300 \| D5300 \| D5300 \| D5500 \| D5500 \| D5500 \| D5500 \| D5500 \| D5500 \| D5500 \| D5500 \| D5600 \| D5600 \| D5600 \| D5600 \| D5600 \| D5600 \| D5600 \| D5600 \| \| Principiant \| \| \| \| \| \| \| \| \| \| \| \| \| \| \| \| \| \| \| \| \| \| \| \| \| \| \| \| \| \| \| D40 \| D40 \| D40 \| D40 \| D40 \| D40 \| D40 \| D40 \| D40 \| D40 \| \| D3000 \| D3000 \| D3000 \| D3000 \| D3100 \| D3100 \| D3100 \| D3100 \| D3100 \| D3100 \| D3100 \| D3200 \| D3200 \| D3200 \| D3200 \| D3200 \| D3200 \| D3200 \| D3300 \| D3300 \| D3300 \| D3300 \| D3300 \| D3300 \| D3300 \| D3300 \| D3300 \| D3300 \| D3400 \| D3400 \| D3400 \| D3400 \| D3400 \| D3400 \| D3400 \| D3400 \| D3500 \| D3500 \| \| Avançat \| Nikon 1 MILC \| Nikon 1 MILC \| Nikon 1 MILC \| Nikon 1 MILC \| Nikon 1 MILC \| Nikon 1 MILC \| Nikon 1 MILC \| \| \| \| \| \| \| \| \| \| \| \| \| \| \| \| \| \| \| \| \| \| \| \| \| \| \| \| \| \| \| \| \| \| \| \| \| \| \| \| \| \| \| V1 \| V1 \| V1 \| V1 \| V1 \| V2 \| V2 \| V2 \| V2 \| V2 \| V2 \| V3 \| V3 \| V3 \| V3 \| V3 \| V3 \| V3 \| V3 \| V3 \| V3 \| V3 \| V3 \| V3 \| V3 \| V3 \| \| \| \| \| \| Entrada avançat \| Nikon 1 MILC \| Nikon 1 MILC \| Nikon 1 MILC \| Nikon 1 MILC \| Nikon 1 MILC \| Nikon 1 MILC \| Nikon 1 MILC \| \| \| \| \| \| \| \| \| \| \| \| \| \| \| \| \| \| \| \| \| \| \| \| \| \| \| \| \| \| \| \| \| \| \| \| \| \| \| \| \| \| \| J1 \| J1 \| J1 \| J1 \| J2 \| J2 \| J3 \| J3 \| J3 \| J3 \| J3 \| J4 \| J4 \| J4 \| J4 \| J4 \| J5 \| J5 \| J5 \| J5 \| J5 \| J5 \| J5 \| J5 \| J5 \| J5 \| \| \| \| \| \| Nivell d'entrada \| Nikon 1 MILC \| Nikon 1 MILC \| Nikon 1 MILC \| Nikon 1 MILC \| Nikon 1 MILC \| Nikon 1 MILC \| Nikon 1 MILC \| \| \| \| \| \| \| \| \| \| \| \| \| \| \| \| \| \| \| \| \| \| \| \| \| \| \| \| \| \| \| \| \| \| \| \| \| \| \| \| \| \| \| \| \| \| \| \| \| S1 \| S1 \| S1 \| S1 \| S1 \| S1 \| S1 \| S1 \| S1 \| S1 \| \| \| \| \| \| \| \| \| \| \| \| \| \| \| \| Prototips \| - Nikon SVC(prototip de 1986) - Nikon QV-1000C (1988) - Nikon NASA F4 (1991) - Nikon E2/E2S (1995) - Nikon E2N/E2NS (1996) - Nikon E3/E3S (1998) \| - Nikon SVC(prototip de 1986) - Nikon QV-1000C (1988) - Nikon NASA F4 (1991) - Nikon E2/E2S (1995) - Nikon E2N/E2NS (1996) - Nikon E3/E3S (1998) \| - Nikon SVC(prototip de 1986) - Nikon QV-1000C (1988) - Nikon NASA F4 (1991) - Nikon E2/E2S (1995) - Nikon E2N/E2NS (1996) - Nikon E3/E3S (1998) \| - Nikon SVC(prototip de 1986) - Nikon QV-1000C (1988) - Nikon NASA F4 (1991) - Nikon E2/E2S (1995) - Nikon E2N/E2NS (1996) - Nikon E3/E3S (1998) \| - Nikon SVC(prototip de 1986) - Nikon QV-1000C (1988) - Nikon NASA F4 (1991) - Nikon E2/E2S (1995) - Nikon E2N/E2NS (1996) - Nikon E3/E3S (1998) \| - Nikon SVC(prototip de 1986) - Nikon QV-1000C (1988) - Nikon NASA F4 (1991) - Nikon E2/E2S (1995) - Nikon E2N/E2NS (1996) - Nikon E3/E3S (1998) \| - Nikon SVC(prototip de 1986) - Nikon QV-1000C (1988) - Nikon NASA F4 (1991) - Nikon E2/E2S (1995) - Nikon E2N/E2NS (1996) - Nikon E3/E3S (1998) \| - Nikon SVC(prototip de 1986) - Nikon QV-1000C (1988) - Nikon NASA F4 (1991) - Nikon E2/E2S (1995) - Nikon E2N/E2NS (1996) - Nikon E3/E3S (1998) \| - Nikon SVC(prototip de 1986) - Nikon QV-1000C (1988) - Nikon NASA F4 (1991) - Nikon E2/E2S (1995) - Nikon E2N/E2NS (1996) - Nikon E3/E3S (1998) \| - Nikon SVC(prototip de 1986) - Nikon QV-1000C (1988) - Nikon NASA F4 (1991) - Nikon E2/E2S (1995) - Nikon E2N/E2NS (1996) - Nikon E3/E3S (1998) \| - Nikon SVC(prototip de 1986) - Nikon QV-1000C (1988) - Nikon NASA F4 (1991) - Nikon E2/E2S (1995) - Nikon E2N/E2NS (1996) - Nikon E3/E3S (1998) \| - Nikon SVC(prototip de 1986) - Nikon QV-1000C (1988) - Nikon NASA F4 (1991) - Nikon E2/E2S (1995) - Nikon E2N/E2NS (1996) - Nikon E3/E3S (1998) \| - Nikon SVC(prototip de 1986) - Nikon QV-1000C (1988) - Nikon NASA F4 (1991) - Nikon E2/E2S (1995) - Nikon E2N/E2NS (1996) - Nikon E3/E3S (1998) \| - Nikon SVC(prototip de 1986) - Nikon QV-1000C (1988) - Nikon NASA F4 (1991) - Nikon E2/E2S (1995) - Nikon E2N/E2NS (1996) - Nikon E3/E3S (1998) \| - Nikon SVC(prototip de 1986) - Nikon QV-1000C (1988) - Nikon NASA F4 (1991) - Nikon E2/E2S (1995) - Nikon E2N/E2NS (1996) - Nikon E3/E3S (1998) \| - Nikon SVC(prototip de 1986) - Nikon QV-1000C (1988) - Nikon NASA F4 (1991) - Nikon E2/E2S (1995) - Nikon E2N/E2NS (1996) - Nikon E3/E3S (1998) \| - Nikon SVC(prototip de 1986) - Nikon QV-1000C (1988) - Nikon NASA F4 (1991) - Nikon E2/E2S (1995) - Nikon E2N/E2NS (1996) - Nikon E3/E3S (1998) \| - Nikon SVC(prototip de 1986) - Nikon QV-1000C (1988) - Nikon NASA F4 (1991) - Nikon E2/E2S (1995) - Nikon E2N/E2NS (1996) - Nikon E3/E3S (1998) \| - Nikon SVC(prototip de 1986) - Nikon QV-1000C (1988) - Nikon NASA F4 (1991) - Nikon E2/E2S (1995) - Nikon E2N/E2NS (1996) - Nikon E3/E3S (1998) \| - Nikon SVC(prototip de 1986) - Nikon QV-1000C (1988) - Nikon NASA F4 (1991) - Nikon E2/E2S (1995) - Nikon E2N/E2NS (1996) - Nikon E3/E3S (1998) \| - Nikon SVC(prototip de 1986) - Nikon QV-1000C (1988) - Nikon NASA F4 (1991) - Nikon E2/E2S (1995) - Nikon E2N/E2NS (1996) - Nikon E3/E3S (1998) \| - Nikon SVC(prototip de 1986) - Nikon QV-1000C (1988) - Nikon NASA F4 (1991) - Nikon E2/E2S (1995) - Nikon E2N/E2NS (1996) - Nikon E3/E3S (1998) \| - Nikon SVC(prototip de 1986) - Nikon QV-1000C (1988) - Nikon NASA F4 (1991) - Nikon E2/E2S (1995) - Nikon E2N/E2NS (1996) - Nikon E3/E3S (1998) \| - Nikon SVC(prototip de 1986) - Nikon QV-1000C (1988) - Nikon NASA F4 (1991) - Nikon E2/E2S (1995) - Nikon E2N/E2NS (1996) - Nikon E3/E3S (1998) \| - Nikon SVC(prototip de 1986) - Nikon QV-1000C (1988) - Nikon NASA F4 (1991) - Nikon E2/E2S (1995) - Nikon E2N/E2NS (1996) - Nikon E3/E3S (1998) \| - Nikon SVC(prototip de 1986) - Nikon QV-1000C (1988) - Nikon NASA F4 (1991) - Nikon E2/E2S (1995) - Nikon E2N/E2NS (1996) - Nikon E3/E3S (1998) \| - Nikon SVC(prototip de 1986) - Nikon QV-1000C (1988) - Nikon NASA F4 (1991) - Nikon E2/E2S (1995) - Nikon E2N/E2NS (1996) - Nikon E3/E3S (1998) \| - Nikon SVC(prototip de 1986) - Nikon QV-1000C (1988) - Nikon NASA F4 (1991) - Nikon E2/E2S (1995) - Nikon E2N/E2NS (1996) - Nikon E3/E3S (1998) \| - Nikon SVC(prototip de 1986) - Nikon QV-1000C (1988) - Nikon NASA F4 (1991) - Nikon E2/E2S (1995) - Nikon E2N/E2NS (1996) - Nikon E3/E3S (1998) \| - Nikon SVC(prototip de 1986) - Nikon QV-1000C (1988) - Nikon NASA F4 (1991) - Nikon E2/E2S (1995) - Nikon E2N/E2NS (1996) - Nikon E3/E3S (1998) \| - Nikon SVC(prototip de 1986) - Nikon QV-1000C (1988) - Nikon NASA F4 (1991) - Nikon E2/E2S (1995) - Nikon E2N/E2NS (1996) - Nikon E3/E3S (1998) \| - Nikon SVC(prototip de 1986) - Nikon QV-1000C (1988) - Nikon NASA F4 (1991) - Nikon E2/E2S (1995) - Nikon E2N/E2NS (1996) - Nikon E3/E3S (1998) \| - Nikon SVC(prototip de 1986) - Nikon QV-1000C (1988) - Nikon NASA F4 (1991) - Nikon E2/E2S (1995) - Nikon E2N/E2NS (1996) - Nikon E3/E3S (1998) \| - Nikon SVC(prototip de 1986) - Nikon QV-1000C (1988) - Nikon NASA F4 (1991) - Nikon E2/E2S (1995) - Nikon E2N/E2NS (1996) - Nikon E3/E3S (1998) \| - Nikon SVC(prototip de 1986) - Nikon QV-1000C (1988) - Nikon NASA F4 (1991) - Nikon E2/E2S (1995) - Nikon E2N/E2NS (1996) - Nikon E3/E3S (1998) \| - Nikon SVC(prototip de 1986) - Nikon QV-1000C (1988) - Nikon NASA F4 (1991) - Nikon E2/E2S (1995) - Nikon E2N/E2NS (1996) - Nikon E3/E3S (1998) \| - Nikon SVC(prototip de 1986) - Nikon QV-1000C (1988) - Nikon NASA F4 (1991) - Nikon E2/E2S (1995) - Nikon E2N/E2NS (1996) - Nikon E3/E3S (1998) \| - Nikon SVC(prototip de 1986) - Nikon QV-1000C (1988) - Nikon NASA F4 (1991) - Nikon E2/E2S (1995) - Nikon E2N/E2NS (1996) - Nikon E3/E3S (1998) \| - Nikon SVC(prototip de 1986) - Nikon QV-1000C (1988) - Nikon NASA F4 (1991) - Nikon E2/E2S (1995) - Nikon E2N/E2NS (1996) - Nikon E3/E3S (1998) \| - Nikon SVC(prototip de 1986) - Nikon QV-1000C (1988) - Nikon NASA F4 (1991) - Nikon E2/E2S (1995) - Nikon E2N/E2NS (1996) - Nikon E3/E3S (1998) \| - Nikon SVC(prototip de 1986) - Nikon QV-1000C (1988) - Nikon NASA F4 (1991) - Nikon E2/E2S (1995) - Nikon E2N/E2NS (1996) - Nikon E3/E3S (1998) \| - Nikon SVC(prototip de 1986) - Nikon QV-1000C (1988) - Nikon NASA F4 (1991) - Nikon E2/E2S (1995) - Nikon E2N/E2NS (1996) - Nikon E3/E3S (1998) \| - Nikon SVC(prototip de 1986) - Nikon QV-1000C (1988) - Nikon NASA F4 (1991) - Nikon E2/E2S (1995) - Nikon E2N/E2NS (1996) - Nikon E3/E3S (1998) \| - Nikon SVC(prototip de 1986) - Nikon QV-1000C (1988) - Nikon NASA F4 (1991) - Nikon E2/E2S (1995) - Nikon E2N/E2NS (1996) - Nikon E3/E3S (1998) \| - Nikon SVC(prototip de 1986) - Nikon QV-1000C (1988) - Nikon NASA F4 (1991) - Nikon E2/E2S (1995) - Nikon E2N/E2NS (1996) - Nikon E3/E3S (1998) \| - Nikon SVC(prototip de 1986) - Nikon QV-1000C (1988) - Nikon NASA F4 (1991) - Nikon E2/E2S (1995) - Nikon E2N/E2NS (1996) - Nikon E3/E3S (1998) \| - Nikon SVC(prototip de 1986) - Nikon QV-1000C (1988) - Nikon NASA F4 (1991) - Nikon E2/E2S (1995) - Nikon E2N/E2NS (1996) - Nikon E3/E3S (1998) \| - Nikon SVC(prototip de 1986) - Nikon QV-1000C (1988) - Nikon NASA F4 (1991) - Nikon E2/E2S (1995) - Nikon E2N/E2NS (1996) - Nikon E3/E3S (1998) \| - Nikon SVC(prototip de 1986) - Nikon QV-1000C (1988) - Nikon NASA F4 (1991) - Nikon E2/E2S (1995) - Nikon E2N/E2NS (1996) - Nikon E3/E3S (1998) \| - Nikon SVC(prototip de 1986) - Nikon QV-1000C (1988) - Nikon NASA F4 (1991) - Nikon E2/E2S (1995) - Nikon E2N/E2NS (1996) - Nikon E3/E3S (1998) \| - Nikon SVC(prototip de 1986) - Nikon QV-1000C (1988) - Nikon NASA F4 (1991) - Nikon E2/E2S (1995) - Nikon E2N/E2NS (1996) - Nikon E3/E3S (1998) \| - Nikon SVC(prototip de 1986) - Nikon QV-1000C (1988) - Nikon NASA F4 (1991) - Nikon E2/E2S (1995) - Nikon E2N/E2NS (1996) - Nikon E3/E3S (1998) \| - Nikon SVC(prototip de 1986) - Nikon QV-1000C (1988) - Nikon NASA F4 (1991) - Nikon E2/E2S (1995) - Nikon E2N/E2NS (1996) - Nikon E3/E3S (1998) \| - Nikon SVC(prototip de 1986) - Nikon QV-1000C (1988) - Nikon NASA F4 (1991) - Nikon E2/E2S (1995) - Nikon E2N/E2NS (1996) - Nikon E3/E3S (1998) \| - Nikon SVC(prototip de 1986) - Nikon QV-1000C (1988) - Nikon NASA F4 (1991) - Nikon E2/E2S (1995) - Nikon E2N/E2NS (1996) - Nikon E3/E3S (1998) \| - Nikon SVC(prototip de 1986) - Nikon QV-1000C (1988) - Nikon NASA F4 (1991) - Nikon E2/E2S (1995) - Nikon E2N/E2NS (1996) - Nikon E3/E3S (1998) \| - Nikon SVC(prototip de 1986) - Nikon QV-1000C (1988) - Nikon NASA F4 (1991) - Nikon E2/E2S (1995) - Nikon E2N/E2NS (1996) - Nikon E3/E3S (1998) \| - Nikon SVC(prototip de 1986) - Nikon QV-1000C (1988) - Nikon NASA F4 (1991) - Nikon E2/E2S (1995) - Nikon E2N/E2NS (1996) - Nikon E3/E3S (1998) \| - Nikon SVC(prototip de 1986) - Nikon QV-1000C (1988) - Nikon NASA F4 (1991) - Nikon E2/E2S (1995) - Nikon E2N/E2NS (1996) - Nikon E3/E3S (1998) \| - Nikon SVC(prototip de 1986) - Nikon QV-1000C (1988) - Nikon NASA F4 (1991) - Nikon E2/E2S (1995) - Nikon E2N/E2NS (1996) - Nikon E3/E3S (1998) \| - Nikon SVC(prototip de 1986) - Nikon QV-1000C (1988) - Nikon NASA F4 (1991) - Nikon E2/E2S (1995) - Nikon E2N/E2NS (1996) - Nikon E3/E3S (1998) \| - Nikon SVC(prototip de 1986) - Nikon QV-1000C (1988) - Nikon NASA F4 (1991) - Nikon E2/E2S (1995) - Nikon E2N/E2NS (1996) - Nikon E3/E3S (1998) \| - Nikon SVC(prototip de 1986) - Nikon QV-1000C (1988) - Nikon NASA F4 (1991) - Nikon E2/E2S (1995) - Nikon E2N/E2NS (1996) - Nikon E3/E3S (1998) \| - Nikon SVC(prototip de 1986) - Nikon QV-1000C (1988) - Nikon NASA F4 (1991) - Nikon E2/E2S (1995) - Nikon E2N/E2NS (1996) - Nikon E3/E3S (1998) \| - Nikon SVC(prototip de 1986) - Nikon QV-1000C (1988) - Nikon NASA F4 (1991) - Nikon E2/E2S (1995) - Nikon E2N/E2NS (1996) - Nikon E3/E3S (1998) \| - Nikon SVC(prototip de 1986) - Nikon QV-1000C (1988) - Nikon NASA F4 (1991) - Nikon E2/E2S (1995) - Nikon E2N/E2NS (1996) - Nikon E3/E3S (1998) \| - Nikon SVC(prototip de 1986) - Nikon QV-1000C (1988) - Nikon NASA F4 (1991) - Nikon E2/E2S (1995) - Nikon E2N/E2NS (1996) - Nikon E3/E3S (1998) \| - Nikon SVC(prototip de 1986) - Nikon QV-1000C (1988) - Nikon NASA F4 (1991) - Nikon E2/E2S (1995) - Nikon E2N/E2NS (1996) - Nikon E3/E3S (1998) \| - Nikon SVC(prototip de 1986) - Nikon QV-1000C (1988) - Nikon NASA F4 (1991) - Nikon E2/E2S (1995) - Nikon E2N/E2NS (1996) - Nikon E3/E3S (1998) \| - Nikon SVC(prototip de 1986) - Nikon QV-1000C (1988) - Nikon NASA F4 (1991) - Nikon E2/E2S (1995) - Nikon E2N/E2NS (1996) - Nikon E3/E3S (1998) \| - Nikon SVC(prototip de 1986) - Nikon QV-1000C (1988) - Nikon NASA F4 (1991) - Nikon E2/E2S (1995) - Nikon E2N/E2NS (1996) - Nikon E3/E3S (1998) \| - Nikon SVC(prototip de 1986) - Nikon QV-1000C (1988) - Nikon NASA F4 (1991) - Nikon E2/E2S (1995) - Nikon E2N/E2NS (1996) - Nikon E3/E3S (1998) \| - Nikon SVC(prototip de 1986) - Nikon QV-1000C (1988) - Nikon NASA F4 (1991) - Nikon E2/E2S (1995) - Nikon E2N/E2NS (1996) - Nikon E3/E3S (1998) \| - Nikon SVC(prototip de 1986) - Nikon QV-1000C (1988) - Nikon NASA F4 (1991) - Nikon E2/E2S (1995) - Nikon E2N/E2NS (1996) - Nikon E3/E3S (1998) \| - Nikon SVC(prototip de 1986) - Nikon QV-1000C (1988) - Nikon NASA F4 (1991) - Nikon E2/E2S (1995) - Nikon E2N/E2NS (1996) - Nikon E3/E3S (1998) \| - Nikon SVC(prototip de 1986) - Nikon QV-1000C (1988) - Nikon NASA F4 (1991) - Nikon E2/E2S (1995) - Nikon E2N/E2NS (1996) - Nikon E3/E3S (1998) \| - Nikon SVC(prototip de 1986) - Nikon QV-1000C (1988) - Nikon NASA F4 (1991) - Nikon E2/E2S (1995) - Nikon E2N/E2NS (1996) - Nikon E3/E3S (1998) \| - Nikon SVC(prototip de 1986) - Nikon QV-1000C (1988) - Nikon NASA F4 (1991) - Nikon E2/E2S (1995) - Nikon E2N/E2NS (1996) - Nikon E3/E3S (1998) \| - Nikon SVC(prototip de 1986) - Nikon QV-1000C (1988) - Nikon NASA F4 (1991) - Nikon E2/E2S (1995) - Nikon E2N/E2NS (1996) - Nikon E3/E3S (1998) \| - DSLR full-frame - Sense AF (necessita lents amb motor integrat per a enfocament automàtic) - Vídeo d'alta definició HD (vídeo AF) | | | | | | | | | | | | | | | | | | | | | | | | | | | | | | | | | | | | | | | | | | | | | | | | | | | | | | | | | | | | | | | | | | | | | | | | | | | | | | | |
| | 1999 | 1999 | 1999 | 2000 | 2000 | 2000 | 2000 | 2001 | 2001 | 2001 | 2001 | 2002 | 2002 | 2002 | 2002 | 2003 | 2003 | 2003 | 2003 | 2004 | 2004 | 2004 | 2004 | 2005 | 2005 | 2005 | 2005 | 2006 | 2006 | 2006 | 2006 | 2007 | 2007 | 2007 | 2007 | 2008 | 2008 | 2008 | 2008 | 2009 | 2009 | 2009 | 2009 | 2010 | 2010 | 2010 | 2010 | 2011 | 2011 | 2011 | 2011 | 2012 | 2012 | 2012 | 2012 | 2013 | 2013 | 2013 | 2013 | 2014 | 2014 | 2014 | 2014 | 2015 | 2015 | 2015 | 2015 | 2016 | 2016 | 2016 | 2016 | 2017 | 2017 | 2017 | 2017 | 2018 | 2018 | 2018 | 2018 |
| 2 | 3 | 4 | 1 | 2 | 3 | 4 | 1 | 2 | 3 | 4 | 1 | 2 | 3 | 4 | 1 | 2 | 3 | 4 | 1 | 2 | 3 | 4 | 1 | 2 | 3 | 4 | 1 | 2 | 3 | 4 | 1 | 2 | 3 | 4 | 1 | 2 | 3 | 4 | 1 | 2 | 3 | 4 | 1 | 2 | 3 | 4 | 1 | 2 | 3 | 4 | 1 | 2 | 3 | 4 | 1 | 2 | 3 | 4 | 1 | 2 | 3 | 4 | 1 | 2 | 3 | 4 | 1 | 2 | 3 | 4 | 1 | 2 | 3 | 4 | 1 | 2 | 3 | 4 | |
| Professional | D1 | D1 | D1 | D1 | D1 | D1 | D1 | D1X | D1X | D1X | D1X | D1X | D1X | D1X | D1X | D1X | D1X | D1X | D1X | D1X | D1X | D2X | D2X | D2X | D2X | D2X | D2X | D2X | D2Xs | D2Xs | D2Xs | D2Xs | D2Xs | | | | | | D3X | D3X | D3X | D3X | D3X | D3X | D3X | D3X | D3X | D3X | D3X | D3X | D3X | D3X | D3X | | | | | | | | | | | | | | | | | | | | | | | | | | |
| Professional | | | | | | | | D1H | D1H | D1H | D1H | D1H | D1H | D1H | D1H | D1H | D1H | D2H | D2H | D2H | D2H | D2H | D2H | D2Hs | D2Hs | D2Hs | D2Hs | D2Hs | D2Hs | D2Hs | D2Hs | D2Hs | D2Hs | D3 | D3 | D3 | D3 | D3 | D3 | D3 | D3 | D3 | D3S | D3S | D3S | D3S | D3S | D3S | D3S | D3S | D3S | D4 | D4 | D4 | D4 | D4 | D4 | D4 | D4 | D4s | D4s | D4s | D4s | D4s | D4s | D4s | D4s | D5 | D5 | D5 | D5 | D5 | D5 | D5 | D5 | D5 | D5 | D5 | D5 |
| Alta gama | | | | | | | | | | | | | | | | | | | | | | | | | | | | | | | | | | | | | | D700 | D700 | D700 | D700 | D700 | D700 | D700 | D700 | D700 | D700 | D700 | D700 | D700 | D700 | D800/D800E | D800/D800E | D800/D800E | D800/D800E | D800/D800E | D800/D800E | D800/D800E | D800/D800E | D800/D800E | D800/D800E | D810/D810A | D810/D810A | D810/D810A | D810/D810A | D810/D810A | D810/D810A | D810/D810A | D810/D810A | D810/D810A | D810/D810A | D810/D810A | D810/D810A | D850 | D850 | D850 | D850 | D850 | D850 |
| Sense Mirall | | | | | | | | | | | | | | | | | | | | | | | | | | | | | | | | | | | | | | | | | | | | | | | | | | | | | | | | | | | | | | | | | | | | | | | | | | | | | | Z | Z |
| Avançat | | | | | | | | | | | | | | | | | | | | | | | | | | | | | | | | | | | | | | | | | | | | | | | | | | | | | | | | | | | | | | | D750 | D750 | D750 | D750 | D750 | D750 | D750 | D750 | D750 | D750 | D750 | D750 | D750 | D750 | D750 | D750 | D750 |
| Avançat | | | | | | | | | | | | | | | | | | | | | | | | | | | | | | | | | | | | | | | | | | | | | | | | | | | | | D600/D610 | | | | | | | | | | | | | | | | | | | | | | | | | | |
| Avançat | | | | | | | | | | | | D100 | D100 | D100 | D100 | D100 | D100 | D100 | D100 | D100 | D100 | D100 | D100 | D100 | D100 | D100 | [D200 | [D200 | [D200 | [D200 | [D200 | [D200 | [D200 | D300 | D300 | D300 | D300 | D300 | D300 | D300 | D300 | D300S | D300S | D300S | D300S | D300S | D300S | D300S | D300S | D300S | D300S | D300S | D300S | D300S | D300S | D300S | D300S | D300S | D300S | D300S | D300S | D300S | D300S | D300S | D300S | D300S | D300S | D500 | D500 | D500 | D500 | D500 | D500 | D500 | D500 | D500 | D500 | D500 | D500 |
| Intermedi | | | | | | | | | | | | | | | | | | | | D70 | D70 | D70 | D70 | D70 | D70s | D70s | D70s | D70s | D70s | D80 | D80 | D80 | D80 | D80 | D80 | D80 | D80 | D90 | D90 | D90 | D90 | D90 | D90 | D90 | D90 | D7000 | D7000 | D7000 | D7000 | D7000 | D7000 | D7000 | D7000 | D7000 | D7000 | D7000 | D7100 | D7100 | D7100 | D7100 | D7100 | D7100 | D7100 | D7200 | D7200 | D7200 | D7200 | D7200 | D7200 | D7200 | D7200 | D7200 | D7500 | D7500 | D7500 | D7500 | D7500 | D7500 | D7500 |
| Intermedi | | | | | | | | | | | | | | | | | | | | | | | | | D50 | D50 | D50 | D50 | D50 | D50 | | | D40X | D40X | D40X | D60 | D60 | D60 | D60 | D60 | D5000 | D5000 | D5000 | D5000 | D5000 | D5000 | D5000 | D5000 | D5100 | D5100 | D5100 | D5100 | D5100 | D5100 | D5200 | D5200 | D5200 | D5200 | D5300 | D5300 | D5300 | D5300 | D5300 | D5500 | D5500 | D5500 | D5500 | D5500 | D5500 | D5500 | D5500 | D5600 | D5600 | D5600 | D5600 | D5600 | D5600 | D5600 | D5600 |
| Principiant | | | | | | | | | | | | | | | | | | | | | | | | | | | | | | | D40 | D40 | D40 | D40 | D40 | D40 | D40 | D40 | D40 | D40 | | D3000 | D3000 | D3000 | D3000 | D3100 | D3100 | D3100 | D3100 | D3100 | D3100 | D3100 | D3200 | D3200 | D3200 | D3200 | D3200 | D3200 | D3200 | D3300 | D3300 | D3300 | D3300 | D3300 | D3300 | D3300 | D3300 | D3300 | D3300 | D3400 | D3400 | D3400 | D3400 | D3400 | D3400 | D3400 | D3400 | D3500 | D3500 |
| Avançat | Nikon 1 MILC | Nikon 1 MILC | Nikon 1 MILC | Nikon 1 MILC | Nikon 1 MILC | Nikon 1 MILC | Nikon 1 MILC | | | | | | | | | | | | | | | | | | | | | | | | | | | | | | | | | | | | | | | | | | | V1 | V1 | V1 | V1 | V1 | V2 | V2 | V2 | V2 | V2 | V2 | V3 | V3 | V3 | V3 | V3 | V3 | V3 | V3 | V3 | V3 | V3 | V3 | V3 | V3 | V3 | | | | |
| Entrada avançat | Nikon 1 MILC | Nikon 1 MILC | Nikon 1 MILC | Nikon 1 MILC | Nikon 1 MILC | Nikon 1 MILC | Nikon 1 MILC | | | | | | | | | | | | | | | | | | | | | | | | | | | | | | | | | | | | | | | | | | | J1 | J1 | J1 | J1 | J2 | J2 | J3 | J3 | J3 | J3 | J3 | J4 | J4 | J4 | J4 | J4 | J5 | J5 | J5 | J5 | J5 | J5 | J5 | J5 | J5 | J5 | | | | |
| Nivell d'entrada | Nikon 1 MILC | Nikon 1 MILC | Nikon 1 MILC | Nikon 1 MILC | Nikon 1 MILC | Nikon 1 MILC | Nikon 1 MILC | | | | | | | | | | | | | | | | | | | | | | | | | | | | | | | | | | | | | | | | | | | | | | | | | S1 | S1 | S1 | S1 | S1 | S1 | S1 | S1 | S1 | S1 | | | | | | | | | | | | | | |
| Prototips | - Nikon SVC(prototip de 1986) - Nikon QV-1000C (1988) - Nikon NASA F4 (1991) - Nikon E2/E2S (1995) - Nikon E2N/E2NS (1996) - Nikon E3/E3S (1998) | - Nikon SVC(prototip de 1986) - Nikon QV-1000C (1988) - Nikon NASA F4 (1991) - Nikon E2/E2S (1995) - Nikon E2N/E2NS (1996) - Nikon E3/E3S (1998) | - Nikon SVC(prototip de 1986) - Nikon QV-1000C (1988) - Nikon NASA F4 (1991) - Nikon E2/E2S (1995) - Nikon E2N/E2NS (1996) - Nikon E3/E3S (1998) | - Nikon SVC(prototip de 1986) - Nikon QV-1000C (1988) - Nikon NASA F4 (1991) - Nikon E2/E2S (1995) - Nikon E2N/E2NS (1996) - Nikon E3/E3S (1998) | - Nikon SVC(prototip de 1986) - Nikon QV-1000C (1988) - Nikon NASA F4 (1991) - Nikon E2/E2S (1995) - Nikon E2N/E2NS (1996) - Nikon E3/E3S (1998) | - Nikon SVC(prototip de 1986) - Nikon QV-1000C (1988) - Nikon NASA F4 (1991) - Nikon E2/E2S (1995) - Nikon E2N/E2NS (1996) - Nikon E3/E3S (1998) | - Nikon SVC(prototip de 1986) - Nikon QV-1000C (1988) - Nikon NASA F4 (1991) - Nikon E2/E2S (1995) - Nikon E2N/E2NS (1996) - Nikon E3/E3S (1998) | - Nikon SVC(prototip de 1986) - Nikon QV-1000C (1988) - Nikon NASA F4 (1991) - Nikon E2/E2S (1995) - Nikon E2N/E2NS (1996) - Nikon E3/E3S (1998) | - Nikon SVC(prototip de 1986) - Nikon QV-1000C (1988) - Nikon NASA F4 (1991) - Nikon E2/E2S (1995) - Nikon E2N/E2NS (1996) - Nikon E3/E3S (1998) | - Nikon SVC(prototip de 1986) - Nikon QV-1000C (1988) - Nikon NASA F4 (1991) - Nikon E2/E2S (1995) - Nikon E2N/E2NS (1996) - Nikon E3/E3S (1998) | - Nikon SVC(prototip de 1986) - Nikon QV-1000C (1988) - Nikon NASA F4 (1991) - Nikon E2/E2S (1995) - Nikon E2N/E2NS (1996) - Nikon E3/E3S (1998) | - Nikon SVC(prototip de 1986) - Nikon QV-1000C (1988) - Nikon NASA F4 (1991) - Nikon E2/E2S (1995) - Nikon E2N/E2NS (1996) - Nikon E3/E3S (1998) | - Nikon SVC(prototip de 1986) - Nikon QV-1000C (1988) - Nikon NASA F4 (1991) - Nikon E2/E2S (1995) - Nikon E2N/E2NS (1996) - Nikon E3/E3S (1998) | - Nikon SVC(prototip de 1986) - Nikon QV-1000C (1988) - Nikon NASA F4 (1991) - Nikon E2/E2S (1995) - Nikon E2N/E2NS (1996) - Nikon E3/E3S (1998) | - Nikon SVC(prototip de 1986) - Nikon QV-1000C (1988) - Nikon NASA F4 (1991) - Nikon E2/E2S (1995) - Nikon E2N/E2NS (1996) - Nikon E3/E3S (1998) | - Nikon SVC(prototip de 1986) - Nikon QV-1000C (1988) - Nikon NASA F4 (1991) - Nikon E2/E2S (1995) - Nikon E2N/E2NS (1996) - Nikon E3/E3S (1998) | - Nikon SVC(prototip de 1986) - Nikon QV-1000C (1988) - Nikon NASA F4 (1991) - Nikon E2/E2S (1995) - Nikon E2N/E2NS (1996) - Nikon E3/E3S (1998) | - Nikon SVC(prototip de 1986) - Nikon QV-1000C (1988) - Nikon NASA F4 (1991) - Nikon E2/E2S (1995) - Nikon E2N/E2NS (1996) - Nikon E3/E3S (1998) | - Nikon SVC(prototip de 1986) - Nikon QV-1000C (1988) - Nikon NASA F4 (1991) - Nikon E2/E2S (1995) - Nikon E2N/E2NS (1996) - Nikon E3/E3S (1998) | - Nikon SVC(prototip de 1986) - Nikon QV-1000C (1988) - Nikon NASA F4 (1991) - Nikon E2/E2S (1995) - Nikon E2N/E2NS (1996) - Nikon E3/E3S (1998) | - Nikon SVC(prototip de 1986) - Nikon QV-1000C (1988) - Nikon NASA F4 (1991) - Nikon E2/E2S (1995) - Nikon E2N/E2NS (1996) - Nikon E3/E3S (1998) | - Nikon SVC(prototip de 1986) - Nikon QV-1000C (1988) - Nikon NASA F4 (1991) - Nikon E2/E2S (1995) - Nikon E2N/E2NS (1996) - Nikon E3/E3S (1998) | - Nikon SVC(prototip de 1986) - Nikon QV-1000C (1988) - Nikon NASA F4 (1991) - Nikon E2/E2S (1995) - Nikon E2N/E2NS (1996) - Nikon E3/E3S (1998) | - Nikon SVC(prototip de 1986) - Nikon QV-1000C (1988) - Nikon NASA F4 (1991) - Nikon E2/E2S (1995) - Nikon E2N/E2NS (1996) - Nikon E3/E3S (1998) | - Nikon SVC(prototip de 1986) - Nikon QV-1000C (1988) - Nikon NASA F4 (1991) - Nikon E2/E2S (1995) - Nikon E2N/E2NS (1996) - Nikon E3/E3S (1998) | - Nikon SVC(prototip de 1986) - Nikon QV-1000C (1988) - Nikon NASA F4 (1991) - Nikon E2/E2S (1995) - Nikon E2N/E2NS (1996) - Nikon E3/E3S (1998) | - Nikon SVC(prototip de 1986) - Nikon QV-1000C (1988) - Nikon NASA F4 (1991) - Nikon E2/E2S (1995) - Nikon E2N/E2NS (1996) - Nikon E3/E3S (1998) | - Nikon SVC(prototip de 1986) - Nikon QV-1000C (1988) - Nikon NASA F4 (1991) - Nikon E2/E2S (1995) - Nikon E2N/E2NS (1996) - Nikon E3/E3S (1998) | - Nikon SVC(prototip de 1986) - Nikon QV-1000C (1988) - Nikon NASA F4 (1991) - Nikon E2/E2S (1995) - Nikon E2N/E2NS (1996) - Nikon E3/E3S (1998) | - Nikon SVC(prototip de 1986) - Nikon QV-1000C (1988) - Nikon NASA F4 (1991) - Nikon E2/E2S (1995) - Nikon E2N/E2NS (1996) - Nikon E3/E3S (1998) | - Nikon SVC(prototip de 1986) - Nikon QV-1000C (1988) - Nikon NASA F4 (1991) - Nikon E2/E2S (1995) - Nikon E2N/E2NS (1996) - Nikon E3/E3S (1998) | - Nikon SVC(prototip de 1986) - Nikon QV-1000C (1988) - Nikon NASA F4 (1991) - Nikon E2/E2S (1995) - Nikon E2N/E2NS (1996) - Nikon E3/E3S (1998) | - Nikon SVC(prototip de 1986) - Nikon QV-1000C (1988) - Nikon NASA F4 (1991) - Nikon E2/E2S (1995) - Nikon E2N/E2NS (1996) - Nikon E3/E3S (1998) | - Nikon SVC(prototip de 1986) - Nikon QV-1000C (1988) - Nikon NASA F4 (1991) - Nikon E2/E2S (1995) - Nikon E2N/E2NS (1996) - Nikon E3/E3S (1998) | - Nikon SVC(prototip de 1986) - Nikon QV-1000C (1988) - Nikon NASA F4 (1991) - Nikon E2/E2S (1995) - Nikon E2N/E2NS (1996) - Nikon E3/E3S (1998) | - Nikon SVC(prototip de 1986) - Nikon QV-1000C (1988) - Nikon NASA F4 (1991) - Nikon E2/E2S (1995) - Nikon E2N/E2NS (1996) - Nikon E3/E3S (1998) | - Nikon SVC(prototip de 1986) - Nikon QV-1000C (1988) - Nikon NASA F4 (1991) - Nikon E2/E2S (1995) - Nikon E2N/E2NS (1996) - Nikon E3/E3S (1998) | - Nikon SVC(prototip de 1986) - Nikon QV-1000C (1988) - Nikon NASA F4 (1991) - Nikon E2/E2S (1995) - Nikon E2N/E2NS (1996) - Nikon E3/E3S (1998) | - Nikon SVC(prototip de 1986) - Nikon QV-1000C (1988) - Nikon NASA F4 (1991) - Nikon E2/E2S (1995) - Nikon E2N/E2NS (1996) - Nikon E3/E3S (1998) | - Nikon SVC(prototip de 1986) - Nikon QV-1000C (1988) - Nikon NASA F4 (1991) - Nikon E2/E2S (1995) - Nikon E2N/E2NS (1996) - Nikon E3/E3S (1998) | - Nikon SVC(prototip de 1986) - Nikon QV-1000C (1988) - Nikon NASA F4 (1991) - Nikon E2/E2S (1995) - Nikon E2N/E2NS (1996) - Nikon E3/E3S (1998) | - Nikon SVC(prototip de 1986) - Nikon QV-1000C (1988) - Nikon NASA F4 (1991) - Nikon E2/E2S (1995) - Nikon E2N/E2NS (1996) - Nikon E3/E3S (1998) | - Nikon SVC(prototip de 1986) - Nikon QV-1000C (1988) - Nikon NASA F4 (1991) - Nikon E2/E2S (1995) - Nikon E2N/E2NS (1996) - Nikon E3/E3S (1998) | - Nikon SVC(prototip de 1986) - Nikon QV-1000C (1988) - Nikon NASA F4 (1991) - Nikon E2/E2S (1995) - Nikon E2N/E2NS (1996) - Nikon E3/E3S (1998) | - Nikon SVC(prototip de 1986) - Nikon QV-1000C (1988) - Nikon NASA F4 (1991) - Nikon E2/E2S (1995) - Nikon E2N/E2NS (1996) - Nikon E3/E3S (1998) | - Nikon SVC(prototip de 1986) - Nikon QV-1000C (1988) - Nikon NASA F4 (1991) - Nikon E2/E2S (1995) - Nikon E2N/E2NS (1996) - Nikon E3/E3S (1998) | - Nikon SVC(prototip de 1986) - Nikon QV-1000C (1988) - Nikon NASA F4 (1991) - Nikon E2/E2S (1995) - Nikon E2N/E2NS (1996) - Nikon E3/E3S (1998) | - Nikon SVC(prototip de 1986) - Nikon QV-1000C (1988) - Nikon NASA F4 (1991) - Nikon E2/E2S (1995) - Nikon E2N/E2NS (1996) - Nikon E3/E3S (1998) | - Nikon SVC(prototip de 1986) - Nikon QV-1000C (1988) - Nikon NASA F4 (1991) - Nikon E2/E2S (1995) - Nikon E2N/E2NS (1996) - Nikon E3/E3S (1998) | - Nikon SVC(prototip de 1986) - Nikon QV-1000C (1988) - Nikon NASA F4 (1991) - Nikon E2/E2S (1995) - Nikon E2N/E2NS (1996) - Nikon E3/E3S (1998) | - Nikon SVC(prototip de 1986) - Nikon QV-1000C (1988) - Nikon NASA F4 (1991) - Nikon E2/E2S (1995) - Nikon E2N/E2NS (1996) - Nikon E3/E3S (1998) | - Nikon SVC(prototip de 1986) - Nikon QV-1000C (1988) - Nikon NASA F4 (1991) - Nikon E2/E2S (1995) - Nikon E2N/E2NS (1996) - Nikon E3/E3S (1998) | - Nikon SVC(prototip de 1986) - Nikon QV-1000C (1988) - Nikon NASA F4 (1991) - Nikon E2/E2S (1995) - Nikon E2N/E2NS (1996) - Nikon E3/E3S (1998) | - Nikon SVC(prototip de 1986) - Nikon QV-1000C (1988) - Nikon NASA F4 (1991) - Nikon E2/E2S (1995) - Nikon E2N/E2NS (1996) - Nikon E3/E3S (1998) | - Nikon SVC(prototip de 1986) - Nikon QV-1000C (1988) - Nikon NASA F4 (1991) - Nikon E2/E2S (1995) - Nikon E2N/E2NS (1996) - Nikon E3/E3S (1998) | - Nikon SVC(prototip de 1986) - Nikon QV-1000C (1988) - Nikon NASA F4 (1991) - Nikon E2/E2S (1995) - Nikon E2N/E2NS (1996) - Nikon E3/E3S (1998) | - Nikon SVC(prototip de 1986) - Nikon QV-1000C (1988) - Nikon NASA F4 (1991) - Nikon E2/E2S (1995) - Nikon E2N/E2NS (1996) - Nikon E3/E3S (1998) | - Nikon SVC(prototip de 1986) - Nikon QV-1000C (1988) - Nikon NASA F4 (1991) - Nikon E2/E2S (1995) - Nikon E2N/E2NS (1996) - Nikon E3/E3S (1998) | - Nikon SVC(prototip de 1986) - Nikon QV-1000C (1988) - Nikon NASA F4 (1991) - Nikon E2/E2S (1995) - Nikon E2N/E2NS (1996) - Nikon E3/E3S (1998) | - Nikon SVC(prototip de 1986) - Nikon QV-1000C (1988) - Nikon NASA F4 (1991) - Nikon E2/E2S (1995) - Nikon E2N/E2NS (1996) - Nikon E3/E3S (1998) | - Nikon SVC(prototip de 1986) - Nikon QV-1000C (1988) - Nikon NASA F4 (1991) - Nikon E2/E2S (1995) - Nikon E2N/E2NS (1996) - Nikon E3/E3S (1998) | - Nikon SVC(prototip de 1986) - Nikon QV-1000C (1988) - Nikon NASA F4 (1991) - Nikon E2/E2S (1995) - Nikon E2N/E2NS (1996) - Nikon E3/E3S (1998) | - Nikon SVC(prototip de 1986) - Nikon QV-1000C (1988) - Nikon NASA F4 (1991) - Nikon E2/E2S (1995) - Nikon E2N/E2NS (1996) - Nikon E3/E3S (1998) | - Nikon SVC(prototip de 1986) - Nikon QV-1000C (1988) - Nikon NASA F4 (1991) - Nikon E2/E2S (1995) - Nikon E2N/E2NS (1996) - Nikon E3/E3S (1998) | - Nikon SVC(prototip de 1986) - Nikon QV-1000C (1988) - Nikon NASA F4 (1991) - Nikon E2/E2S (1995) - Nikon E2N/E2NS (1996) - Nikon E3/E3S (1998) | - Nikon SVC(prototip de 1986) - Nikon QV-1000C (1988) - Nikon NASA F4 (1991) - Nikon E2/E2S (1995) - Nikon E2N/E2NS (1996) - Nikon E3/E3S (1998) | - Nikon SVC(prototip de 1986) - Nikon QV-1000C (1988) - Nikon NASA F4 (1991) - Nikon E2/E2S (1995) - Nikon E2N/E2NS (1996) - Nikon E3/E3S (1998) | - Nikon SVC(prototip de 1986) - Nikon QV-1000C (1988) - Nikon NASA F4 (1991) - Nikon E2/E2S (1995) - Nikon E2N/E2NS (1996) - Nikon E3/E3S (1998) | - Nikon SVC(prototip de 1986) - Nikon QV-1000C (1988) - Nikon NASA F4 (1991) - Nikon E2/E2S (1995) - Nikon E2N/E2NS (1996) - Nikon E3/E3S (1998) | - Nikon SVC(prototip de 1986) - Nikon QV-1000C (1988) - Nikon NASA F4 (1991) - Nikon E2/E2S (1995) - Nikon E2N/E2NS (1996) - Nikon E3/E3S (1998) | - Nikon SVC(prototip de 1986) - Nikon QV-1000C (1988) - Nikon NASA F4 (1991) - Nikon E2/E2S (1995) - Nikon E2N/E2NS (1996) - Nikon E3/E3S (1998) | - Nikon SVC(prototip de 1986) - Nikon QV-1000C (1988) - Nikon NASA F4 (1991) - Nikon E2/E2S (1995) - Nikon E2N/E2NS (1996) - Nikon E3/E3S (1998) | - Nikon SVC(prototip de 1986) - Nikon QV-1000C (1988) - Nikon NASA F4 (1991) - Nikon E2/E2S (1995) - Nikon E2N/E2NS (1996) - Nikon E3/E3S (1998) | - Nikon SVC(prototip de 1986) - Nikon QV-1000C (1988) - Nikon NASA F4 (1991) - Nikon E2/E2S (1995) - Nikon E2N/E2NS (1996) - Nikon E3/E3S (1998) | - Nikon SVC(prototip de 1986) - Nikon QV-1000C (1988) - Nikon NASA F4 (1991) - Nikon E2/E2S (1995) - Nikon E2N/E2NS (1996) - Nikon E3/E3S (1998) | - Nikon SVC(prototip de 1986) - Nikon QV-1000C (1988) - Nikon NASA F4 (1991) - Nikon E2/E2S (1995) - Nikon E2N/E2NS (1996) - Nikon E3/E3S (1998) | - Nikon SVC(prototip de 1986) - Nikon QV-1000C (1988) - Nikon NASA F4 (1991) - Nikon E2/E2S (1995) - Nikon E2N/E2NS (1996) - Nikon E3/E3S (1998) | - Nikon SVC(prototip de 1986) - Nikon QV-1000C (1988) - Nikon NASA F4 (1991) - Nikon E2/E2S (1995) - Nikon E2N/E2NS (1996) - Nikon E3/E3S (1998) | - Nikon SVC(prototip de 1986) - Nikon QV-1000C (1988) - Nikon NASA F4 (1991) - Nikon E2/E2S (1995) - Nikon E2N/E2NS (1996) - Nikon E3/E3S (1998) |

## Òptiques fotogràfiques

### Lents per les càmeres de muntura F
La Nikon de muntura F és un tipus de muntura de lent intercanviable desenvolupat per Nikon per a les seves càmeres reflectores de lent monodosi de 35 mm. La muntura F va ser introduïda per primera vegada a la càmera Nikon F el 1959.
- Vegeu Muntura Nikon F
- Lents amb motors integrats: List of Nikon F-mount lenses with integrated autofocus motors